# Geographie der Vereinigten Staaten

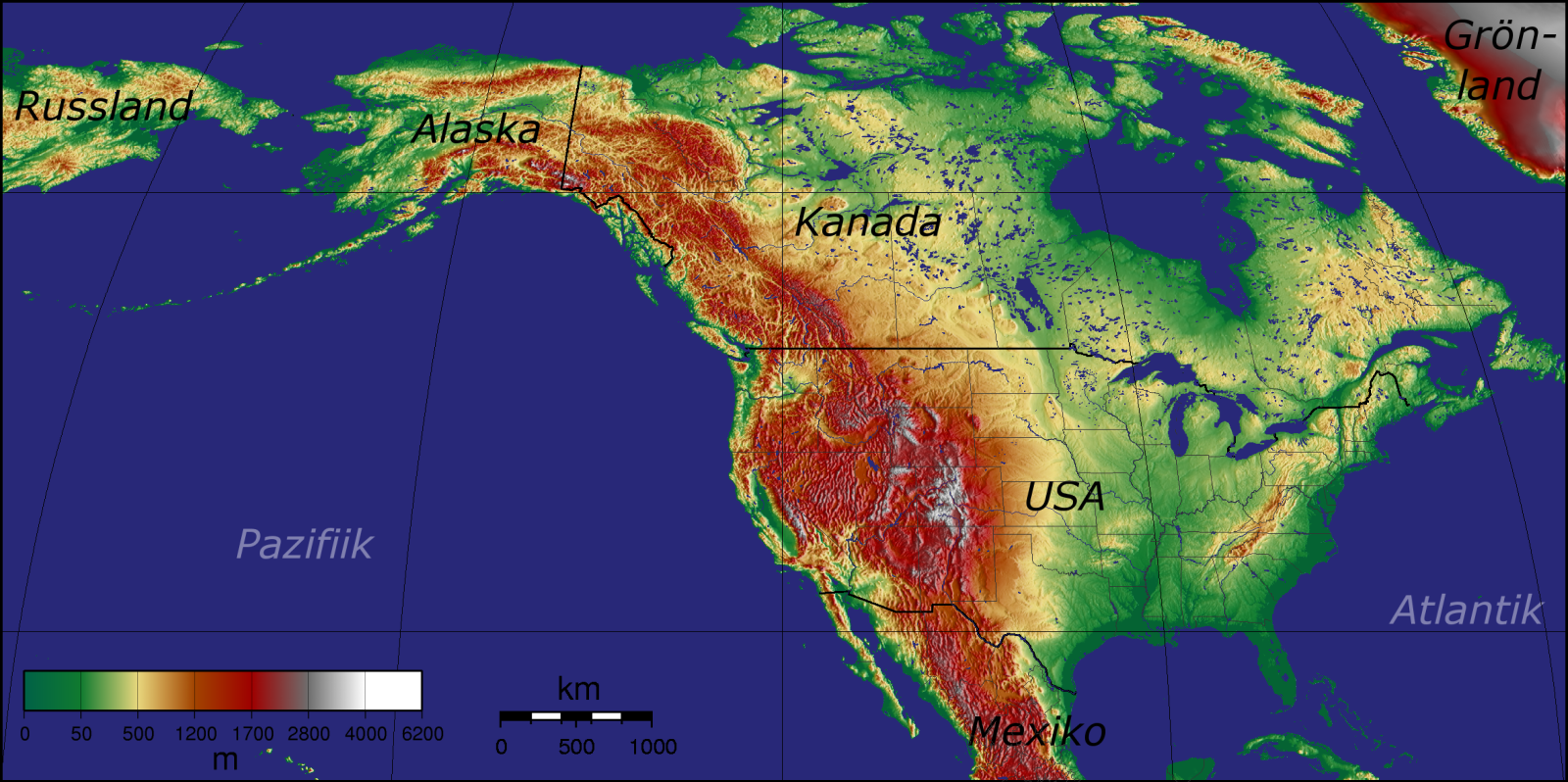
Topographie der USA

Von den 50 US-Bundesstaaten liegen alle außer Hawaii auf dem Nordamerikanischen Kontinent. Außer Alaska und Hawaii liegen die restlichen 48 Staaten und der District of Columbia zusammen innerhalb einer gemeinsamen Grenze und bilden das Kernland der Vereinigten Staaten.
Das Landschaftsbild ist sehr vielfältig: Waldgebiete und Mittelgebirge an der Ostküste, Mangrovenwälder im subtropischen Florida, die Flusssysteme von Mississippi River und Missouri River, die weiten Ebenen im Zentrum des Landes, der große Gebirgszug der Rocky Mountains, die trockenen Wüsten im Südwesten, die gemäßigten Regenwälder im Nordwesten und die Küstengebirge an der Westküste.
Hinzu kommen die arktische Region der Tundra in Alaska und die tropischen Inseln von Hawaii mit dem 4169 m hohen Vulkan Mauna Loa.

## Internationale Grenzen

US-Bundesstaaten, die an internationalen Grenzen liegen (rot koloriert)

Das Kernland liegt zwischen dem 24. und 49. nördlichen Breitengrad und zwischen dem 67. und 125. westlichen Längengrad und ist in vier Zeitzonen eingeteilt. Alaska und Hawaii sowie die politisch an die Vereinigten Staaten angeschlossenen Außengebiete (beispielsweise Puerto Rico und Guam) liegen außerhalb dieser Zone. Der 49. Breitengrad wird nur im Northwest Angle nach Norden hin überragt.
Die USA haben politische Grenzen zu Kanada und Mexiko. Die Grenze zu Kanada hat eine Länge von 8893 Kilometern (davon 2477 Kilometer zwischen Alaska und Kanada), die Grenze zu Mexiko hat eine Länge von 3326 Kilometern. Die Küstenlinie ist 19.924 Kilometer lang.
Im Norden grenzen die 48 zusammenhängenden Staaten an Kanada, im Süden an Mexiko. Im Osten liegt der Atlantische Ozean und im Westen der Pazifik. Die Nord-Süd-Ausdehnung beträgt etwa 2500 Kilometer. Zwischen dem Atlantischen und dem Pazifischen Ozean liegt eine Distanz von rund 4500 Kilometern.
Hawaii ist eine Inselkette im Pazifischen Ozean. Alaska liegt nordwestlich von Kanada und ist durch die Beringstraße von Russland getrennt.
Im Einzelnen haben folgende Bundesstaaten internationale Grenzen:
- Grenze zu Kanada: Alaska, Maine, New Hampshire, Vermont, New York, Pennsylvania (Eriesee), Ohio (Eriesee), Michigan (Great Lakes), Minnesota, North Dakota, Montana, Idaho und Washington.
- Grenze zu Mexiko: Kalifornien, Arizona, New Mexico und Texas.
- Grenze zu Russland: Alaska
- Grenzen zu Kuba und den Bahamas: Florida

## Fläche
Die Vereinigten Staaten sind der flächenmäßig drittgrößte Staat der Erde, wenn man nur die Landfläche zählt der viertgrößte, da China weniger Binnengewässer besitzt. Das Land ist ein wenig kleiner als Kanada, halb so groß wie Russland und 2½ mal größer als Westeuropa.
- Fläche der 50 Bundesstaaten (inkl. District of Columbia): 9.629.101 km²
  - Landmasse: 9.158.960 km²
  - Wasserfläche: 470.141 km²

## Naturräumliche Gliederung
Die Vereinigten Staaten lassen sich in mehrere naturräumliche Regionen einteilen. Die Hauptregionen sind folgende:

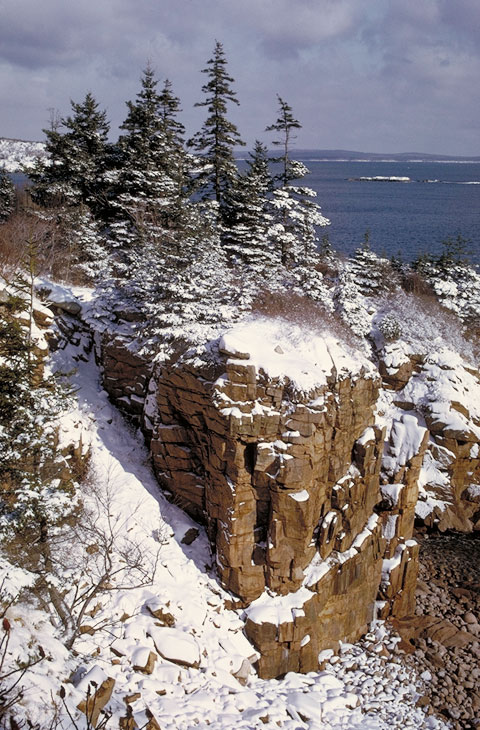
Küstenabschnitt in Maine

### Atlantische Küstenebene
Entlang der Atlantikküste, um die Halbinsel Florida und am Golf von Mexiko liegt eine flache Ebene in der sich viele große Städte befinden: Boston und New York City am Atlantik, Washington an der Chesapeake Bay, sowie Atlanta, Miami, New Orleans und Houston in den Südstaaten.
Im Süden Floridas befindet sich das tropische Marschland der Everglades und das drittgrößte Korallenriff der Erde. Am Golf von Mexiko gibt es zahlreiche Sumpfgebiete.

### Hochland der Appalachen
Landeinwärts liegt das waldreiche Mittelgebirge der Appalachen. Es erstreckt sich über mehrere Bergketten von der kanadischen Grenze in Maine bis zu den Great Smoky Mountains und weiter nach Alabama im Süden. Der höchste Gipfel ist der 2040 Meter hohe Mount Mitchell in North Carolina.
In den Appalachen gibt es Bodenschätze wie insbesondere Kohle und Erze wie zum Beispiel Eisen. Hier liegt die Industriestadt Pittsburgh im Bundesstaat Pennsylvania.

### Kanadischer Schild (auch Laurentischer Schild)

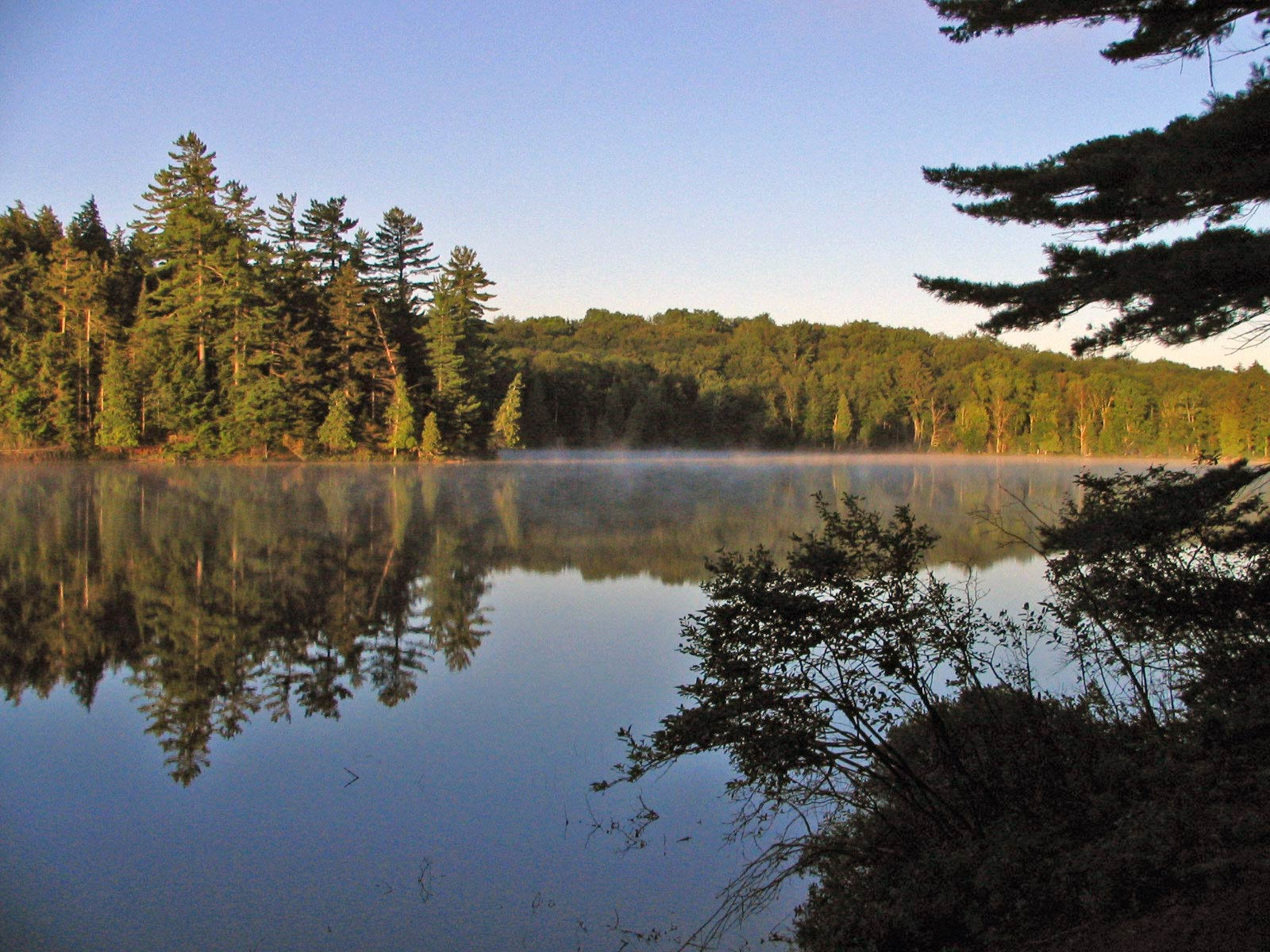
Long Pond im Adirondack Park, Staat New York

Zu dieser Naturraumeinheit gehören innerhalb des Staatsgebietes der USA lediglich das Superior Upland im Bereich des Oberen Sees und das kleine Gebirgssystem der Adirondacks im Nordosten des Staates New York. Gerade die Adirondack Mountains werden oft den Appalachen zugerechnet, obwohl ihre geologische Struktur vielmehr den Laurentinischen Bergen Kanadas ähnelt und durch die archaischen und proterozoischen Gesteine des Kanadischen Schildes geprägt ist.
Die zwar nur kleinräumigen Areale erhielten wegen des großen Erzreichtums dennoch wirtschaftliche Bedeutung.

### Zentrale Tiefebene und Hochland (auch Innere Ebene)
Die Zentrale Tiefebene zieht sich entlang der Flüsse Mississippi River und Missouri River von den Großen Seen im Norden, durch Illinois und Arkansas bis zum Golf von Mexiko in Louisiana. In der Region liegen beispielsweise die Städte Chicago und Memphis. Westlich der Tiefebene schließt sich eine höher gelegene Region an, die von North Dakota über die Staaten Oklahoma und Nebraska bis Texas reicht.
Die Zentrale Tiefebene und das Hochland gehören teilweise zum Mittleren Westen und zu den Great Plains. Die Gegend ist geprägt von Prärie-Landschaften und von großen landwirtschaftlichen Flächen, aber auch von industriellen Großstädten und Verkehrsinfrastruktur (Bahnknotenpunkt Chicago, Flughafen Chicago O'Hare).

### Rocky Mountains
Der Gebirgszug der Rocky Mountains erstreckt sich in dessen Westen über den gesamten nordamerikanischen Kontinent in Nord-Süd-Richtung: Je nach Definition beginnen sie in Alaska oder Kanada und setzen sich über Idaho, Montana, Wyoming, Colorado und New Mexico bis nach Mexiko fort.
Das Gebirge ist teilweise 1500 km breit.
Der höchste Punkt der Rocky Mountains im Kernland der USA ist der 4.396 Meter hohe Mount Elbert im Bundesstaat Colorado. Im Bereich der Rocky Mountains liegen der Yellowstone-Nationalpark, sowie die Städte Denver und Santa Fe.

### Großes Becken

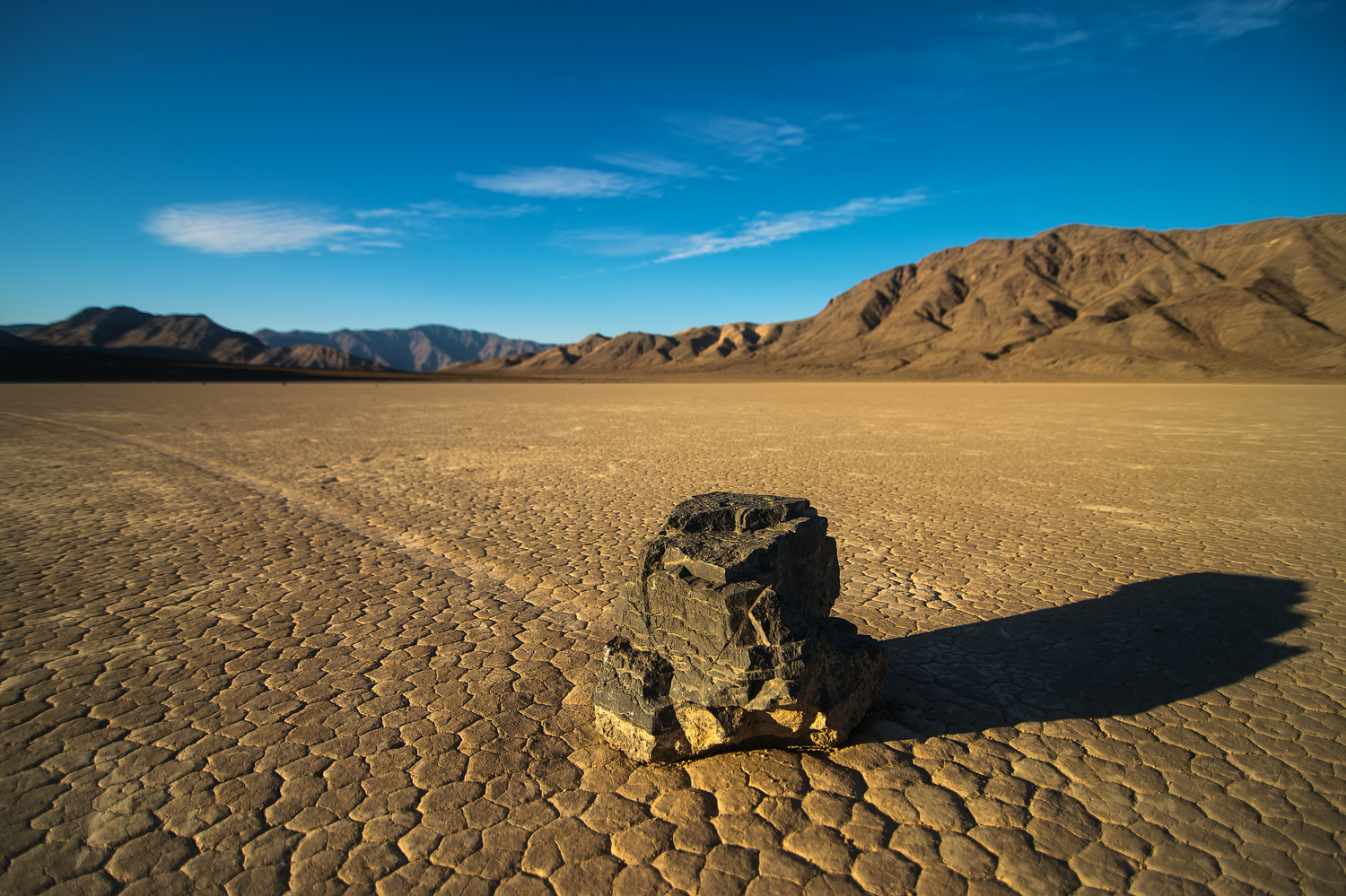
Im Death Valley in Kalifornien

Im Norden des abflusslosen Großen Beckens (Great Basin) befinden sich weite Salzebenen und der Große Salzsee bei Salt Lake City. In Nevada liegt die trockene und kühle Great-Basin-Wüste. Weiter südlich liegen Las Vegas und die heiße Mojave-Wüste, das Tal des Todes (Death Valley) und das Colorado-Plateau mit dem Grand Canyon. Der Colorado River durchzieht das Gebiet. Im Westen wird das Gebiet des Großen Beckens durch die Sierra Nevada begrenzt.
Im Tal des Todes liegt mit Badwater der tiefste Punkt Nordamerikas auf einer Höhe von 85,5 Meter unterhalb des  Meeresspiegels.
Weiter südlich beginnt die artenreiche Sonora-Wüste in Arizona mit den Städten Phoenix und Tucson.

### Pazifikküste
Pazifikanrainer sind von Nord nach Süd die Bundesstaaten Alaska, Washington, Oregon und Kalifornien.

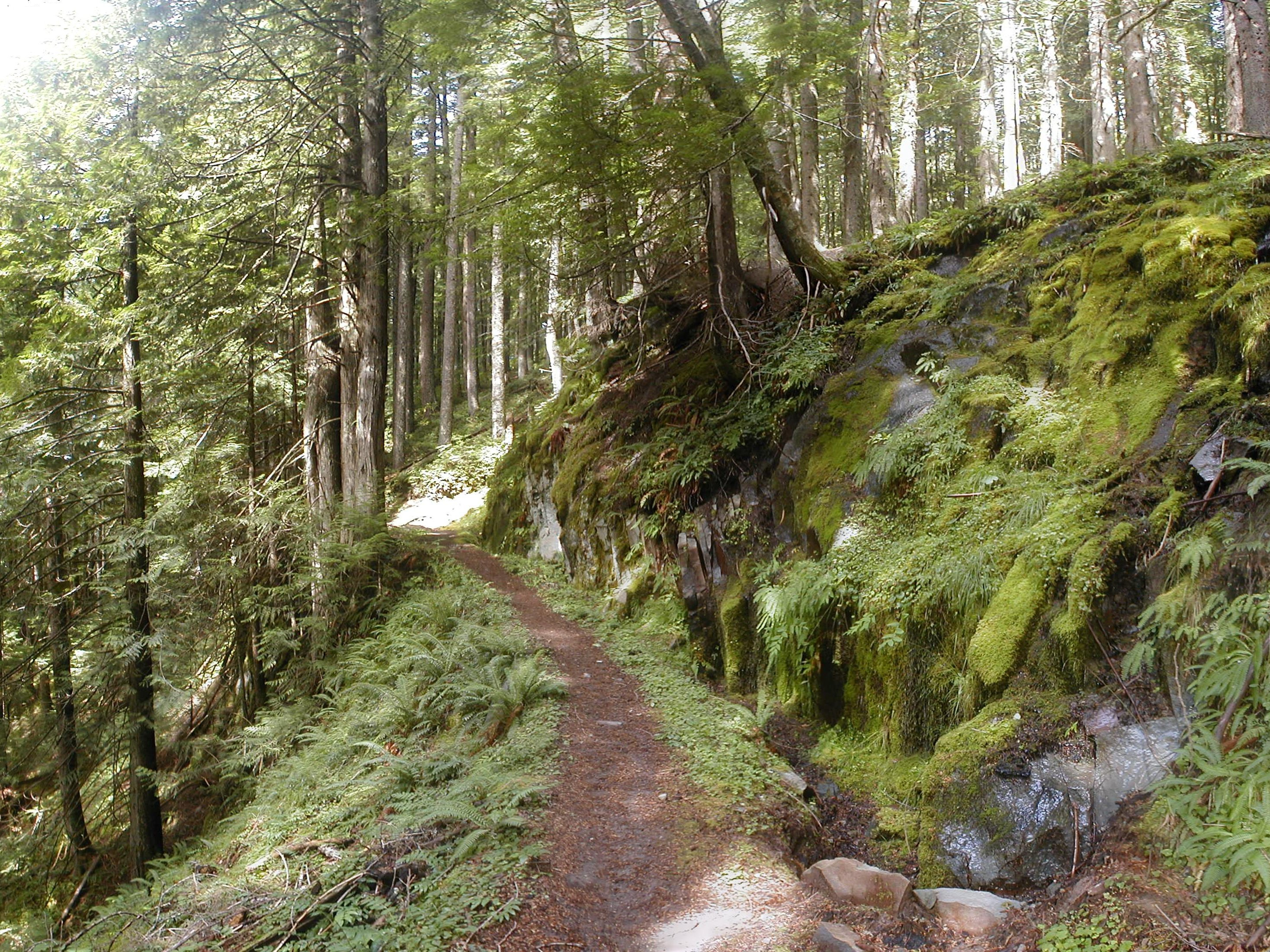
Regenwald am Mount Hood

Die Großregion pazifischer Nordwesten umfasst in den Vereinigten Staaten die Bundesstaaten Oregon, Washington und Idaho, wobei Idaho nicht an den Pazifik grenzt.
In diesen Bundesstaaten (außer Idaho) befindet sich die Kaskadenkette mit dem 4377 Meter hohen Mount Rainier und dem Vulkan Mount St. Helens. Weiter südlich, in Kalifornien, setzt sich die Bergkette in der Sierra Nevada fort. Hier steht der höchste Berg der zusammenhängenden 48 Staaten, der 4418 Meter hohe Mount Whitney. Entlang der pazifischen Küste zieht sich eine Reihe von Küstengebirgen.
Der pazifische Nordwesten wird hauptsächlich durch den Fluss Columbia River entwässert. Bei Seattle gibt es auf der Olympic-Halbinsel einen gemäßigten Regenwald. Dieser ist der am nördlichsten gelegene Regenwald der Welt.
Nördlich von San Francisco und in der Sierra Nevada befinden sich Gebiete mit Mammutbäumen. In den Staaten der Pazifikküste befinden sich zahlreiche Nationalparks (NP) wie Yosemite-NP, Sequoia- und Kings Canyon-NP und Redwood-NP (jeweils Kalifornien), der Olympic-NP, dem Mount-Rainier-NP und North-Cascades-NP (jeweils Washington) sowie dem Lake-Clark-NP und Kenai-Fjords-NP (jeweils Alaska).
Siehe auch: Liste der Inseln der Vereinigten Staaten von Amerika

## Klima

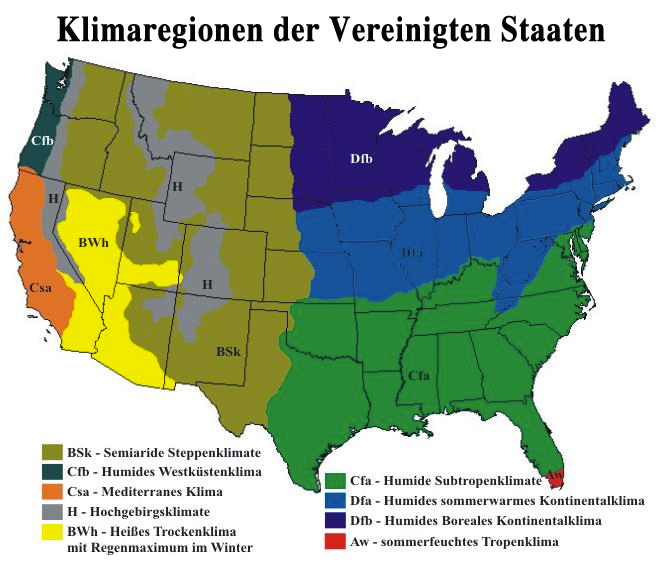
Klimazonen der USA nach Köppen

### Klimatische Gliederungen
Wegen ihrer Größe und breiter Auswahl geographischer Merkmale nehmen die Vereinigten Staaten Anteil an vielen Klimazonen. Das Klima ist in den meisten Gebieten gemäßigt, tropisch in Hawaii und im südlichen Florida, (sub-)polar in Alaska, mediterran an der Küste Kaliforniens (u. a. das Gebiet von Los Angeles und San Diego) und trockenheiß im Großen Becken. Während im Osten der Staaten die Klimate zonal angeordnet sind, machen sich im Westen orographische Einflüsse bei der klimatischen Gliederung bemerkbar. Sein verhältnismäßig großzügiges Klima trug teilweise zum Aufstieg des Landes zur Weltmacht bei, mit seltener strenger Trockenheit in den bedeutenden landwirtschaftlichen Gebieten gibt es kaum ausgedehnte Überschwemmungen und ein hauptsächlich gemäßigtes Klima, das adäquaten Niederschlag bekommt.

### Grundzüge des Klimas
Ihrer Lage in den mittleren Breiten entsprechend besitzen die USA überwiegend (kühl-)gemäßigtes Klima mit ganzjährigen Niederschlägen, an das im Süden die warmgemäßigte Subtropenzone anschließt.
Staatsgröße und Oberflächengestaltung bewirken eine beträchtliche Differenzierung der klimatischen Ausstattung. So erschweren die meridional, d. h. in Nord-Süd-Richtung, verlaufenden Kordilleren maritimen Luftmassen vom Pazifik das Eindringen in das Landesinnere und schwächen Fronten durchziehender Zyklonen ab, sodass Nordamerika weitaus kontinentaleren Einfluss besitzt als vergleichsweise Europa. Der Staueffekt an den Kordilleren hat zur Folge, dass die pazifische Küste reichlich Niederschläge empfängt, die im Lee gelegenen intramontanen Becken jedoch außerordentlich niederschlagsarm sind und daher Wüsten- und Halbwüstencharakter besitzen. Niederschlagsarmut kennzeichnet auch die sich im Lee der Rocky Mountains befindenden Great Plains.

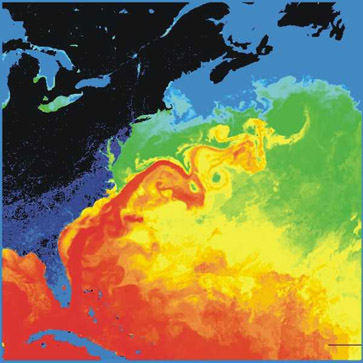
Der Golfstrom erwärmt die Küstengewässer vor der südlichen Atlantikküste Falschfarbenbild.

Andererseits ermöglichen die Great Plains und die Central Lowlands einen Luftmassenaustausch von Nord nach Süd und umgekehrt. Da Gebirge in zonaler (Ost-West) Ausrichtung fehlen, können arktische Luftmassen weit in südliche Breiten vorstoßen, aber auch maritime, warmfeuchte Luft noch im Norden Hitzewellen (Heat Waves) verursachen. In den Inneren Ebenen und Great Plains sind schroffe Wetterwechsel und schnelle Temperaturänderungen daher nicht selten.
Von der Klimatischen Trockengrenze, die etwa entlang des 100. Längenkreises verläuft, nimmt die Humidität nach Osten unter dem Einfluss feuchtwarmer Luftmassen aus dem Bereich des Golfes von Mexiko zu. Maritim-tropische Luft beeinflusst die Küstenebenen fast ganzjährig und bringt häufig Gewitter und Regengüsse, in der Hurrikansaison auch heftige tropische Wirbelstürme, hervor.
Wichtige wetterwirksame Meeresströmungen an der Atlantikküste sind der Floridastrom und in seiner Fortsetzung der Golfstrom, welche warmes Wasser entlang der atlantischen Küste weit nach Norden transportieren und so höhere Temperaturen sowie höhere Luftfeuchtigkeit verursachen. Andererseits bringt der Labradorstrom Polarwasser an die Küsten im Nordosten der USA und versorgt die Neuenglandstaaten mit reichlich kühlen Regentagen. In den pazifischen Gewässern bewirkt der kühle Kalifornienstrom vor der kalifornischen Küste Auftrieb kalten Tiefenwassers und bringt den Küstenregionen dadurch zwar viele Nebeltage, aber nur wenig Regen.

### Druckverhältnisse und Großwetterlagen

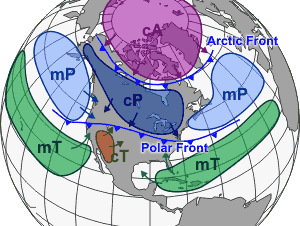
Die Vereinigten Staaten werden von verschiedenen Luftmassen beeinflusst:
cA = kontinentale Arktikluft
cP = kontinentale Polarluft
mP = maritime Polarluft
mT = maritime Tropikluft

Der größte Teil Nordamerikas liegt ganzjährig im Bereich der außertropischen Westwindzone, im Einfluss des Polarfrontjetstreams. Über beiden Ozeanen befinden sich quasistationäre subtropische Hochdruckzellen (Nordpazifik- und Bermudahoch) und über nördlicheren Gewässern das Aleutentief und das Islandtief als Kernzonen der polaren Tiefdruckrinne. In den Wintermonaten bildet sich über dem Festland ein Kaltluft-Hoch aus, das im Unterschied zu den subtropischen Hochdruckzellen nur bodennah (ein bis zwei Kilometer Höhe) ist und mit steigenden Temperaturen im Sommerhalbjahr wieder abgebaut wird.

#### Witterungsgeschehen im Winter
Im Tiefdruckkern über den Aleuten bilden sich Zyklonen, die, vom Polarfrontjetstream gesteuert, sich ostwärts auf den nordamerikanischen Kontinent zu bewegen. Aufgrund der dynamischen Instabilität dieser Höhenströmung und der orographischen Einflüsse (Nord-Süd streichendes Kordillerensystem) werden die Vorstöße so behindert, dass es zu einem starken Mäandrieren der Polarfront-Strahlstromes oder gar zur Aufspaltung in einzelne Teilstrahlströme kommt.
Die Hauptzugbahn der Zyklonen ist die mittlere Bahn, bei der ein Großteil des Strahlstroms über den Kordilleren nach Norden abgelenkt wird, wodurch über dem Westen der Staaten, etwa im Bereich des Großen Beckens, ein quasistationäres Great-Basin-Hoch entsteht. Im Einflussbereich dieses Höhenhochkeils können warme außertropische Luftmassen mit der Westdrift weit polwärts vordringen und zusammen mit dem warmen Nordpazifikstrom die Westseiten gegenüber den Ostseiten thermisch begünstigen, denn dort wird über einen Höhentrog kalte Polarluft nach Süden gelenkt und der Nordosten der Staaten durch den kalten Labradorstrom zusätzlich abgekühlt. Auf der mittleren Zugbahn können Zyklonen über die Great Plains und die Inneren Ebenen nach Südosten gelangen. Über den Küstenebenen ändert der Höhenstrahlstrom dann seine Bewegungsrichtung entlang der atlantischen Küste nach Nordost.
Ist das intramontane Hochdruckgebiet stärker ausgeprägt, überquert die maritime Pazifikluft weiter im Norden die Kordilleren. Diese zweite Zugbahn (meridionale Zirkulationsform) lenkt die Kaltluft über den Plains Kanadas und der USA weit südwärts und verursacht Kaltlufteinbrüche (Cold Wave oder Texas Norther), die mit Temperaturabstürzen bis zu 25 Kelvin, Eisregen (Sleet) und Schneestürmen (Blizzard) verbunden sein können.
Eine geringe Ausprägung des Höhentrogs dagegen bedingt eine kräftige Höhenstrahlströmung (zonale Zirkulationsform). Das Höhenhoch verlagert sich dann gelegentlich nach Westen, so dass kalte, aber trockene Luftmassen in die westliche Hälfte der USA einströmt, während weiter im Osten infolge vorherrschender südwestlicher Strömungen relativ warme Luftmassen einströmen und Zyklonen von Südwest nach Nordost wandern.

Seeeffekt-Wolken ziehen über die Großen Seen.

Im Winter können sich je nach Verlauf der Höhenströmung beim Aufeinandertreffen der tropisch-warmen und der polar-kalten Luftmassen mit jeweils unterschiedlicher Feuchte Zyklonen über dem Kontinent regenerieren oder neu bilden, die dem Westwindeinfluss folgend von West nach Ost über den Kontinent ziehen. Über den Großen Seen können sich die Zyklonen mit Feuchtigkeit aufladen und diese in Form von Schnee am Lee-Ufer des Sees ablassen. Dieser Seeeffekt-Schnee (Lake effect snow) bringt, da die Seen vor allem im Winter ein großes Wärme- und Wasserreservoir darstellen, regelmäßig erhöhte Schneemengen (man spricht daher vom Schneegürtel oder Snow Belt).
Die rasch aufeinanderfolgenden zyklonalen Wetterlagen werden häufig von antizyklonalen Verhältnissen abgelöst. Dann herrscht trockenes, klares und kaltes, in den nördlichen Bereichen auch eisiges Wetter. Gerade im Winter ist das Witterungsgeschehen in den USA sehr wechselhaft und wegen der verschiedenen mäandrierenden Zugbahnen der Westdrift immer schwierig vorherzusagen.

#### Witterungsgeschehen im Sommer
Während der größte Teil Nordamerikas auch im Sommer unter dem Einfluss der außertropischen Westdrift steht, wird der Wetterablauf im Südwesten und Süden der USA (zwischen 30° und 40° nördlicher Breite) dann von dem nordpazifischen Hoch und passatischen Strömungen an der Ostflanke des Bermudahochs (Nord- bis Nordwest-Winde) bestimmt. Infolge des Druckgefälles zwischen der Luft über den Meeresgebieten und den stark erwärmten Landmassen stellt sich eine monsunale, d. h. nach Norden gerichtete, Luftbewegung ein. Dadurch gelangt die maritime Tropikluft weit ins Landesinnere und führt, verursacht durch die starke Erwärmung dieser labilen Luftmassen über dem Kontinent, zu ergiebigen Konvektionsniederschlägen, die meist in Form nachmittäglicher heftiger Gewittergüsse niedergehen (im Südosten der USA gibt es 60 bis 70 Tage mit Gewitter im Jahresdurchschnitt). Besonders kräftige und weitreichende Vorstöße dieser maritim-tropischen Luftmassen können mehrere Tage andauernde Hitzewellen (Heat Waves) verursachen.

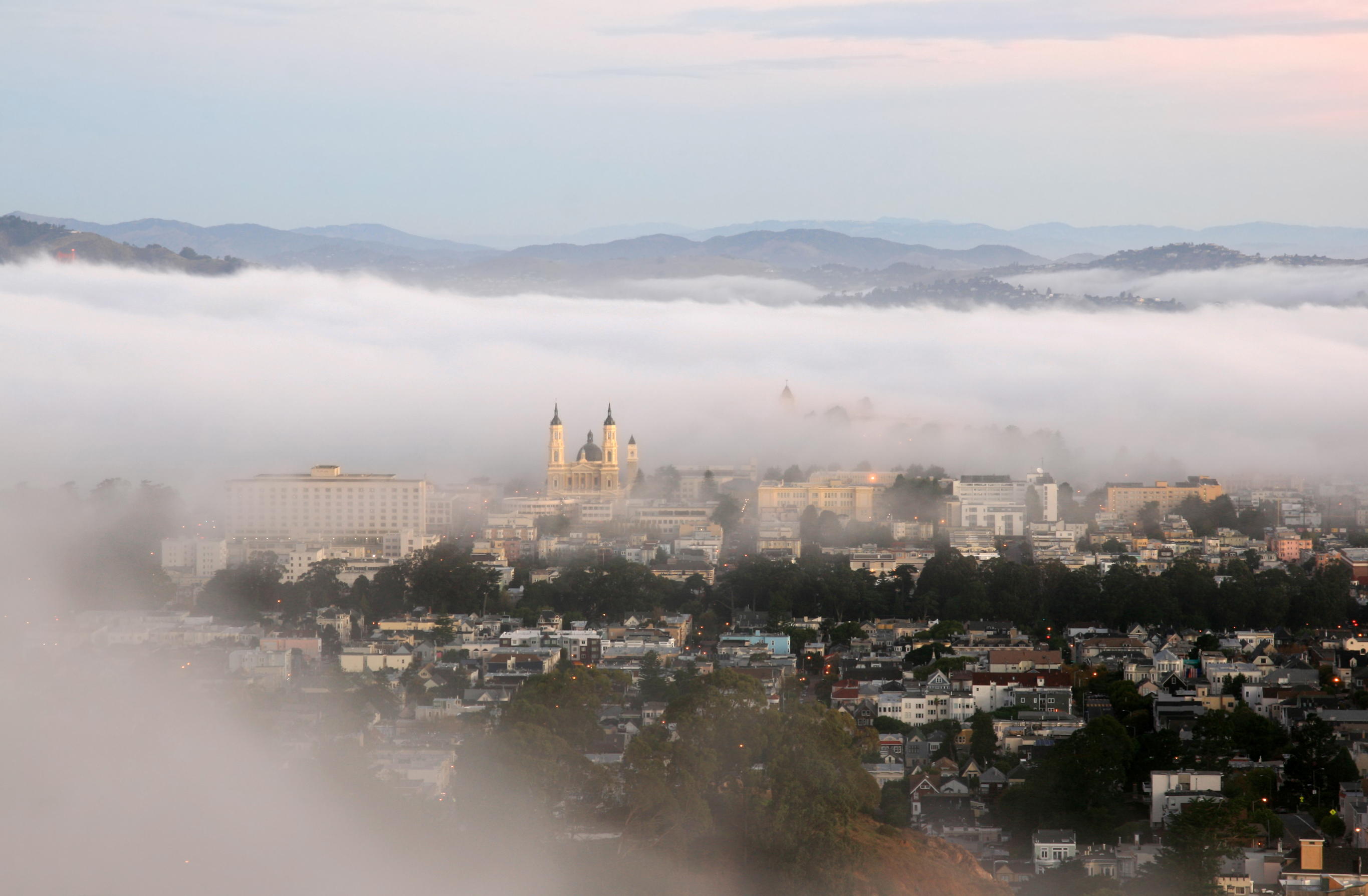
Frühnebel zieht über San Francisco und die Golden Gate Bridge (2009).

Über die Küste Kaliforniens strömt die tropisch-maritime Luft wegen des Druckgradienten landeinwärts, wird aber aufgrund der niedrigen Temperaturen des Kalifornienstromes und seines Auftriebswassers abgekühlt, noch bevor sie das Land erreicht. Daher kommt es im Küstenbereich regelmäßig zur sommerlichen Nebelbildung, die jedoch in den Tälern der Coast Ranges nur wenig landein reicht, da sich die Luft über dem warmen und trockenen Land rasch erwärmt. Gelegentlich ziehen antizyklonale Druckgebilde weiter nördlich über das Kordillerensystem und bringen dem Pazifischen Nordwesten Niederschläge.
Im Landesinneren macht sich ein Föhneffekt insofern bemerkbar, als dass die maritime Pazifikluft sich nach Überwinden der Gebirge stark erwärmt und als heißer Fallwind, besonders am Ostrand der Rocky Mountains, in Erscheinung tritt. Über den intramontanen Becken herrscht während des Sommers, thermisch bedingt, niedriger Druck mit dem Zentrum im Bereich des unteren Coloradotales (Yumatief). Bei starker Sonneneinstrahlung und im Allgemeinen sehr geringer Luftfeuchte herrschen große Trockenheit und Wärme.

#### Witterungsgeschehen in Frühjahr und Herbst
Frühjahr und Herbst sind die Jahreszeiten des Übergangs, der Umstellung von den sommerlichen zu den winterlichen Großwetterlagen und umgekehrt. Als Besonderheit ist hier der Indian Summer zu erwähnen, eine dem mitteleuropäischen Altweibersommer ähnelnde Großwetterlage, die im Norden des Staatsgebietes bei antizyklonalen Bedingungen im September auftritt und sich durch Windstille, Wolkenlosigkeit, hohe Tageserwärmung und starke nächtliche Abkühlung auszeichnet.

### Thermische und hygrische Verhältnisse

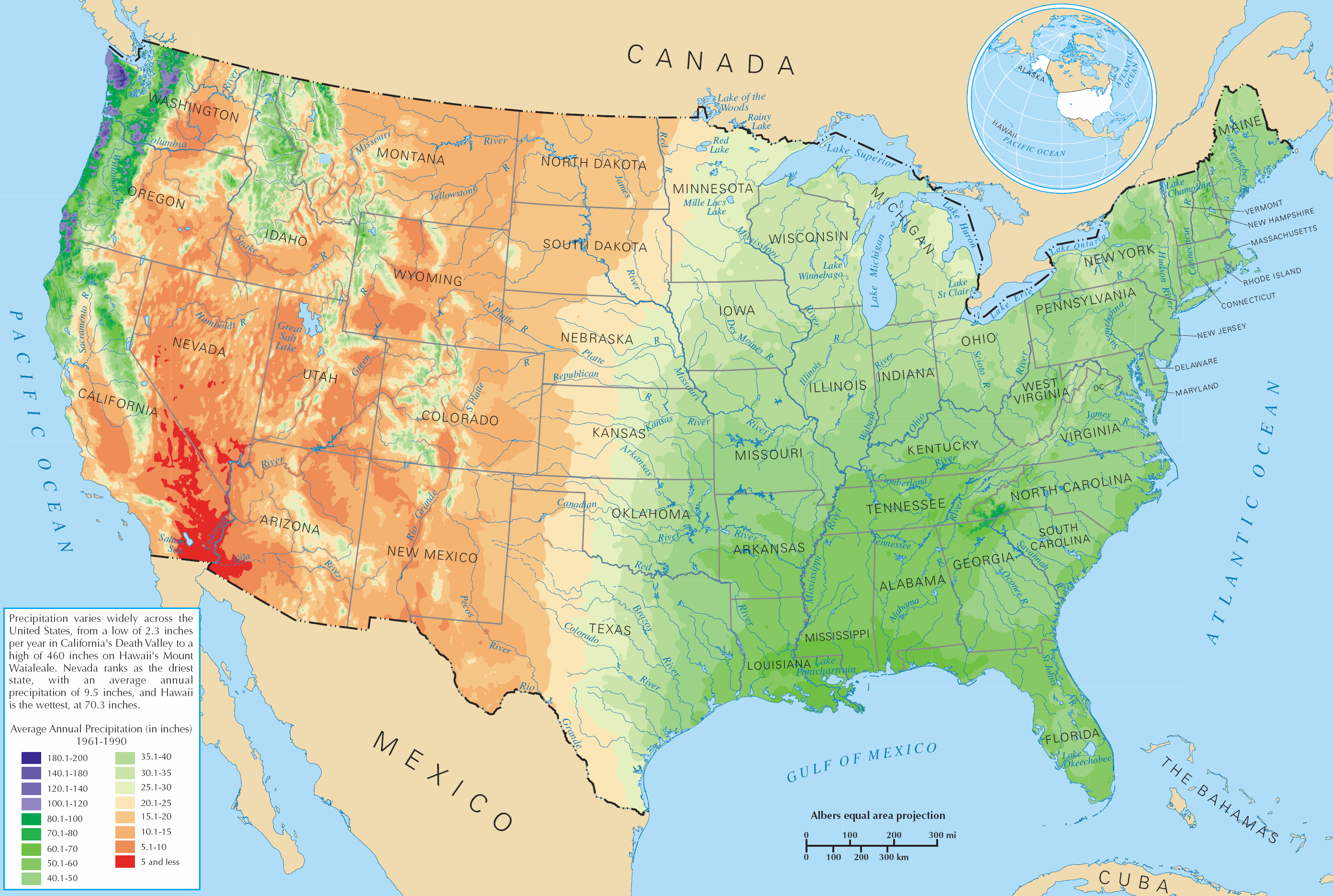
Durchschnittlicher Jahresniederschlag

Eine klimatische Gliederung der USA weist eine markante Trockengrenze parallel zum 100. Längengrad (Bereich der Great Plains) auf, die das Staatsgebiet in eine eher (semi-)arid geprägte Westseite und eine humide Ostseite trennt. Zudem können die USA etwa entlang des 40. Breitengrades in einen kalt- bis kühlgemäßigten Norden und einen warmgemäßigt-subtropischen Süden gegliedert werden. Die Regionen westlich der Trockengrenze zeichnen sich eher durch hygrisch geprägte Jahreszeiten aus, östlich von ihr vorherrschend durch thermische Jahreszeiten.
Die Isothermen verlaufen (zumindest in der Osthälfte) weitestgehend zonal (breitenkreisparallel), die Reliefverhältnisse führen zur Ausbildung von klimatischen Höhenstufen. Die Jahresmitteltemperaturen nehmen von etwa 20 °C in Florida und dem Mississippidelta auf 10 °C, stellenweise unter 5 °C, an der nördlichen Staatsgrenze ab, die Vegetationsperiode von über 300 Tagen im Süden auf weniger als 100 Tage im Norden. Die Jahrestemperaturamplituden wachsen mit zunehmender Kontinentalität und im Lee von Gebirgszügen. Kaltluft- oder Warmlufteinbrüche mit bis zu 40 Kelvin Temperaturdifferenz innerhalb von 24 Stunden sind nicht selten. In den Küstenebenen, den Appalachen und den Inneren Ebenen herrscht Sommerregen- bzw. Herbstregenklima vor, welche durch Konvektion bei labiler Luftschichtung mit Gewitter und Starkregen niedergehen.
Im kontinentalen und montanen Bereich sind bis zu fünf nivale Monate, in den Great Plains, den Lowlands und an den Großen Seen ein bis drei nivale Monate möglich. An der pazifischen Küste kommt es zu einem Wintermaximum der Niederschläge, auch in intramontanen Becken ist das Niederschlagsmaximum im Winter, dann meist in nivaler Form
Die kräftige nordpazifische Antizyklone führt zu einem sommerlichen Niederschlagsminimum an der pazifischen Westküste, an der nordpazifischen Küste gibt es ein bis drei aride Monaten und in Kalifornien über sechs aride Monate. Im Bereich der intramontanen Becken und Plateaus steigert sich die Aridität aufgrund von Luv- und Leeeffekten auf sieben bis acht Monate. Obwohl in den intramontanen Gebieten der USA 50 % der ohnehin geringen Niederschläge im Juni bis September fallen, sind wegen der hohen Temperaturen auch diese Monate noch arid oder semiarid.
Die meisten Sonnenstunden können im Südwesten der Staaten gemessen werden, in Arizona beispielsweise über 4000 Stunden pro Jahr. In den Hochlagen und den nördlichen Bereichen können über 180 Tage Frost auftreten, in den Central Lowlands 60 bis 120 Tage, am Mississippidelta nur wenige Tage im Jahr, frostfrei ist nur die Südspitze Floridas. Im klimabegünstigten Kalifornischen Längstal müssen die Kulturen nur etwa 20 Frosttage überstehen, während in der benachbarten Sierra Nevada über 180 Tage mit Frost zu erwarten sind.

### Klimaextreme

Ein Tornado der Kategorie F5, aufgenommen 2007 in Manitoba

- Tornados: außertropische Sturmwirbel, die im Frühjahr und Sommer in den USA besonders häufig auftreten. Tornados treten als heftige Wirbel in dichten Cumulonimbuswolken auf, die vor einer Kaltfront herziehen. Da in den USA zonal verlaufende Wetterscheiden, wie Ost-West streichende Gebirge, fehlen, kann trockene, kalte Polarluft auf warmfeuchte Tropikluft (cP und mT) treffen. Die enorme Temperaturdifferenz der beiden Luftmassen bewirkt starke Stürme und Gewitter und schließlich einen Wirbel mit Trichter, der allmählich zur Erdoberfläche herabsteigt. Am stärksten ist der Mittlere Westen und die Great Plains von Tornados betroffen.
- Hurrikane: tropische Wirbelstürme, die über dem warmen Wasser der Karibik und Westatlantiks, meist zwischen 10° und 20° nördlicher Breite, entstehen. Tropische Zyklonen haben ein nahezu kreisförmiges Sturmzentrum von extrem niedrigem Luftdruck, das sog. Auge. Sie ziehen erst westwärts, werden aber schließlich von der Westdrift erfasst und nach Nordost abgelenkt, wo sie sich aufgrund fehlendes Wärme und Feuchtenachschubs rasch abbauen. Die Hurrikansaison im Nordatlantik ist von Mai bis November, mit der größten Häufung im Spätsommer und Frühherbst. Hurrikans sind manchmal von einer Hurrikanwelle (Storm Surge) begleitet, einem plötzlichen Anstieg des Wasserniveaus. Der Hurrikan in Galveston von 1900 ist legendär, damals wurde die ganze Stadt überschwemmt und es ertranken 6000 Menschen in der Hurrikanwelle. Auch beim Hurrikan Katrina 2005 schob der Tropensturm einen Flutberg vor sich her, der 10 m über NN über dem Festland stand. Hurrikane können Windgeschwindigkeiten über 200 Kilometer pro Stunde erreichen und werden oft von starken Gewittern und Regengüssen begleitet.

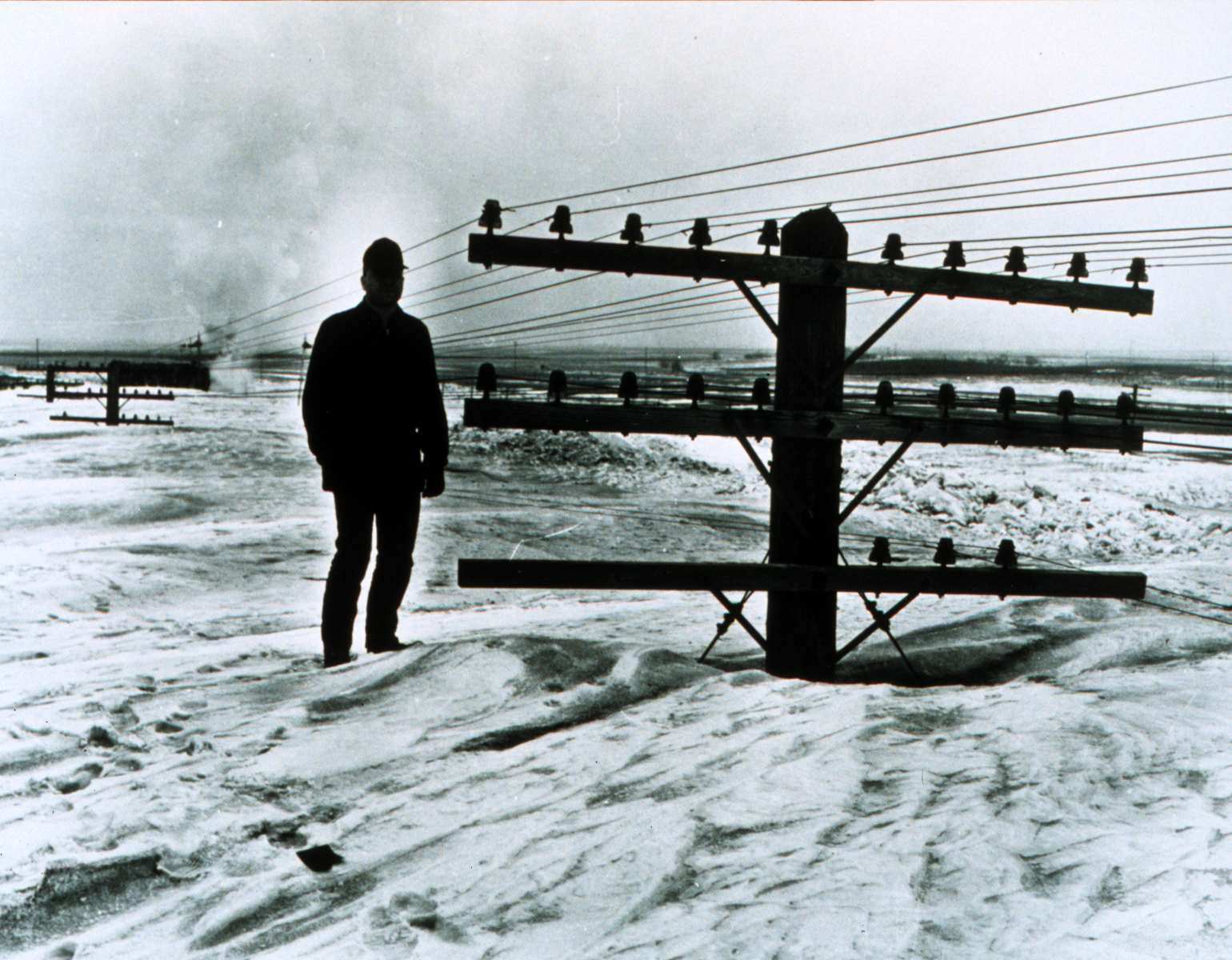
Ein Blizzard im März 1966 begräbt bei Jamestown in Norddakota die ganze Landschaft mit Schnee.

- Cold Waves: winterliche Kälteeinbrüche, die innerhalb weniger Stunden einen Temperaturabsturz um bis zu 25 Kelvin bringen. Da Wetterscheiden fehlen, kann polare Kaltluft weit nach Süden vorstoßen. In den Südstaaten können die sog. Norther mit klirrender Kälte, hohen Windgeschwindigkeiten, Schneefall oder Eisregen (Sleet) große Schäden an Kulturpflanzen und Viehbeständen verursachen. In den nördlichen USA und in Kanada sind solche Kaltlufteinbrüche meist mit Schneestürmen, den Blizzards, verbunden.
- Chinook: föhnartiger, trockener und warmer Fallwind im Bereich der außertropischen Westdrift, der im Lee der Rocky Mountains in den Wintermonaten häufig vorkommt. Der Chinook bringt innerhalb einiger Minuten bis Stunden einen Temperaturanstieg von bis zu 20 Kelvin und lässt die dünne Schneedecke in den Ebenen rasch tauen.
- Santa-Ana-Winde: im Spätherbst und Winter vom Kontinent nach Kalifornien wehende trockene und warme Winde, die durch Föhneffekte verstärkt werden. Ihre hohe Temperaturen und viele aufeinander folgende regenlose Tage verursachen und begünstigen viele schwere Waldbrände in Kalifornien.

### Klimadiagramme

Seattle, Washington
Bismarck, Norddakota
Detroit, Michigan
St. Louis, Missouri
New York City, New York
Los Angeles, Kalifornien
Salt Lake City, Utah
Phoenix, Arizona
New Orleans, Louisiana
Key West, Florida

## Wasserhaushalt

### Stromsysteme (Fließgewässer)

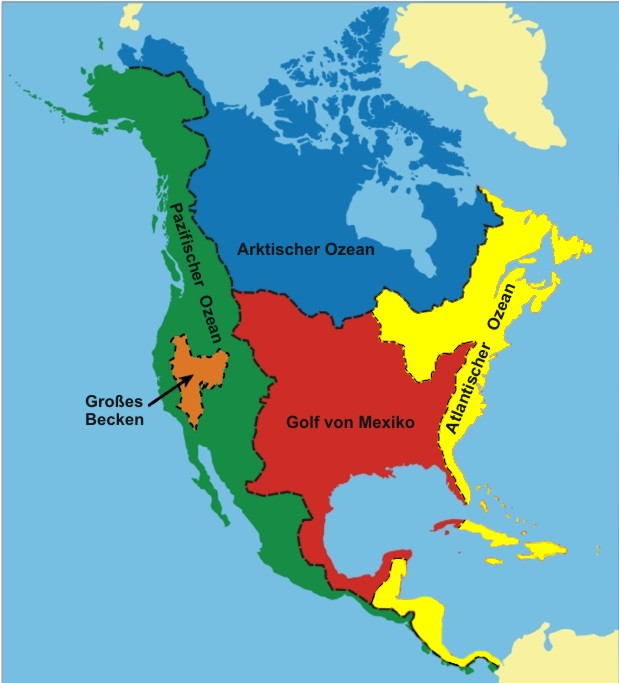
Entwässerungssysteme in Nordamerika

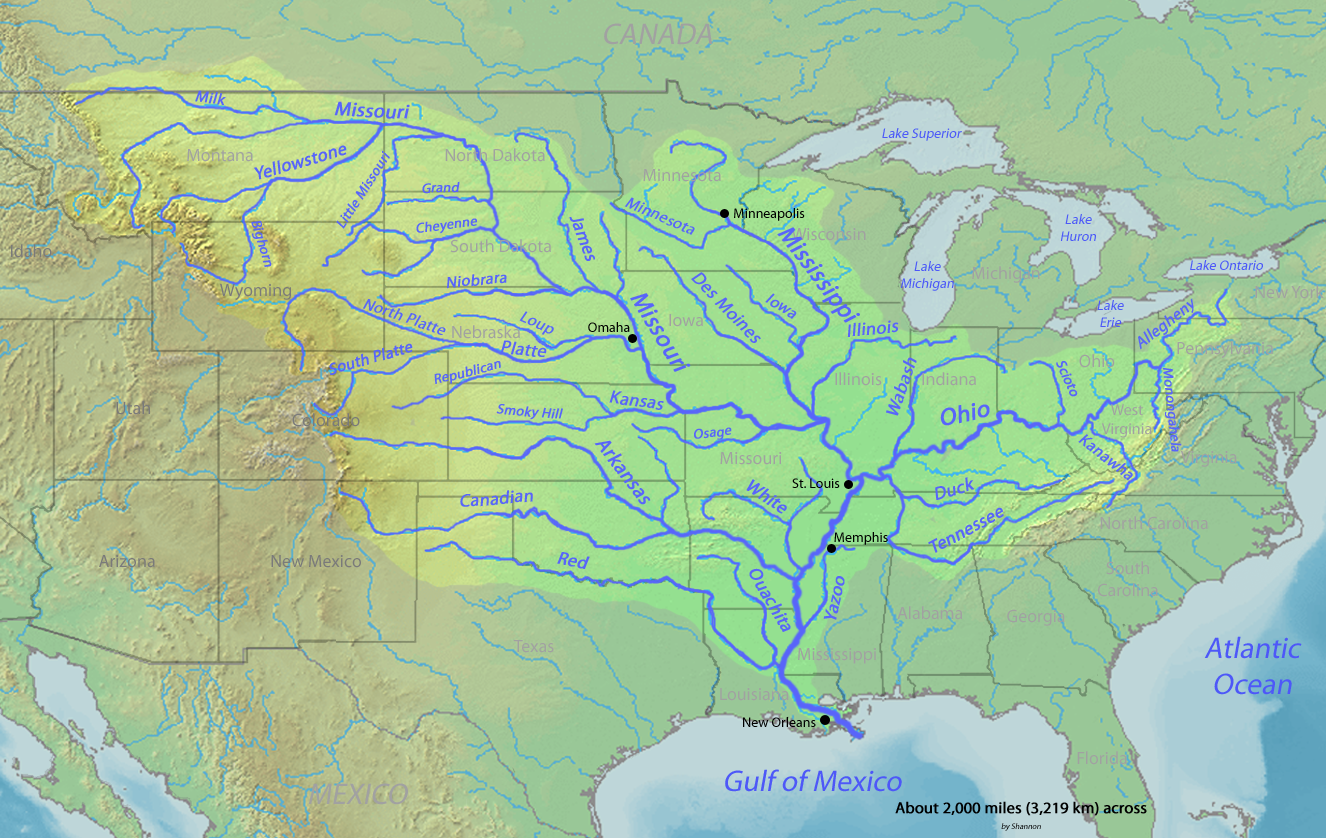
Einzugsgebiet des Mississippi-Missouri-Systems

Das Staatsgebiet gliedert sich in vier Entwässerungssysteme: das atlantische, das des Golfes von Mexiko, das pazifische und das arktische. Das atlantische Entwässerungssystem ist relativ klein. Zahlreiche kurze Flüsse, darunter der Hudson und der wasserreiche Susquehanna, streben aus den Appalachen kommend dem Atlantik zu. Auch die Großen Seen, die durch den Sankt-Lorenz-Strom entwässert werden, gehören zum atlantischen System. Weitaus größere Ausdehnung hat das Entwässerungssystem des Golfes, das nahezu die Hälfte des zusammenhängenden Staatsgebietes einnimmt. Mit 3,2 Mio. km² ist das Einzugsgebiet des Mississippi-Missouri das größte Stromgebiet des nordamerikanischen Kontinents. Außerdem zählt der Mississippi mit dem in ihn mündenden Missouri bei einer Länge von 6420 km zu den längsten Flüssen der Erde. Auch der Rio Grande (del Norte) mit einem Einzugsbereich von 570.000 km² gehört zum Golf orientierten Entwässerungssystem.
Die Wasserscheide zum pazifischen Entwässerungssystem, als "Continental Divide" (Kontinentale Wasserscheide) bezeichnet, verläuft im Allgemeinen in den Rocky Mountains, greift aber teilweise auch in die intramontanen Bereiche hinein. Die bedeutendsten in den Pazifik flutenden Ströme sind der Columbia sowie der Colorado. Der größte Teil Alaskas wird durch den Yukon in das Beringmeer entwässert. Der Abfluss des Küstenbereichs im äußersten Norden speist den Arktischen Ozean, hier ist der Mackenzie als größter Strom zu nennen. Das Große Becken im intramontanen Bereich stellt ein abflussloses Becken dar, das Wasser fließt endorheisch im Becken und bildet Stillgewässer mit teils hoher Salinität.
Der Betrag der jährlichen Abflussmenge ist entsprechend den klimatischen Bedingungen sehr unterschiedlich. Im humiden Osten liegt er stellenweise unter 500 mm, er übersteigt in den südlichen Appalachen sowie Adirondacks 1000 mm. Im westlichen Teil des Staatsgebietes werden im Pazifischen Nordwesten mit mehr als 2000 mm die größten Abflusswerte erreicht. In den Great Plains und im intramontanen Bereich sinkt der Abfluss hingegen stellenweise unter 5 mm, einige Teilräume, vor allem das Große Becken, sind abflusslos. Im Osten sind alle Flüsse perennierend, während manche Wasserläufe im Westen nur periodisch oder episodisch Wasser führen. Die großen Flüsse in den Trockengebieten sind Fremdlingsflüsse, die in den Kordilleren ihren Anfang nehmen.
| Fluss        | Länge (in km) | Abfluss (in m³/s) | Einzugsgebiet (in km²) | Mündung in      |
| ------------ | ------------- | ----------------- | ---------------------- | --------------- |
| Arkansas     | 2364          | 1161              | 416.988                | Mississippi     |
| Brazos       | 2060          | —                 | 118.103                | Golf von Mexiko |
| Colorado     | 2334          | —                 | 637.137                | Pazifik         |
| Columbia     | 2010          | 7504              | 668.217                | Pazifik         |
| Kuskokwim    | 1165          | 1897              | 124.319                | Pazifik         |
| Mississippi  | 3778          | 18.000            | 2.978.486              | Golf von Mexiko |
| Missouri     | 4088          | 2158              | 1.370.104              | Mississippi     |
| Ohio         | 1579          | 7957              | 490.570                | Mississippi     |
| Platte       | 1593          | —                 | 219.890                | Missouri        |
| Red River    | 2076          | 1586              | 241.387                | Mississippi     |
| Rio Grande   | 3058          | —                 | 870.236                | Golf von Mexiko |
| Sankt Lorenz | 1197          | 9854              | 1.025.635              | Atlantik        |
| Susquehanna  | 719           | 1082              | 70.448                 | Atlantik        |
| Tennessee    | 1426          | 1926              | 105.931                | Ohio            |
| Yukon        | 3187          | 6371              | 849.516                | Pazifik         |

An der pazifischen Küste ist der Abfluss im Winter am größten, in den südlichen Teilen des Intermontanen Bereichs und in Florida im Sommer, in den Plains und Inneren Ebenen im Frühsommer. Verbreitet tritt bei allen Flüssen, die in Gebirgen entspringen, eine durch die Schneeschmelze bedingte Hochwasserführung im Frühjahr auf. Die Vorfluter der Nebenflüsse haben gleichmäßigere Wasserführung als ihre Nebenflüsse. So sind beispielsweise Wasserschwankungen beim Mississippi geringer als bei seinen Nebenflüssen. Ganzjährig besonders ausgeglichene Abflussspenden hat der Sankt-Lorenz-Strom, weil seine Wasserführung durch das natürliche Reservoir der Großen Seen reguliert wird.
Der Ausbau der Stromsysteme ist weit fortgeschritten. Zahlreiche Staubecken bestehen sowohl in den östlichen humiden als auch den westlichen trockeneren Gebieten. Die dadurch erzielte Regulierung der Abflussmengen hat die Aufnahme der Binnenschifffahrt auf Nebenflüssen des Mississippis ermöglicht. Von den Nebenflüssen des Mississippis spielen für die Binnenschifffahrt der Missouri, der Tennessee und der Ohio eine Rolle. Letzterer erhielt schon im 19. Jahrhundert eine Kanalverbindung zum Eriesee, der Mississippi ist über den Illinois Waterway mit dem Michigansee verbunden. Dadurch besteht ein durchgehender Binnenschifffahrtsweg von den Großen Seen bis zum Golf von Mexiko. Außerdem stellt der New York State Barge Canal eine Verbindung zwischen Eriesee und Hudson River her. Der Sankt-Lorenz-Seeweg wurde 1959 fertig gestellt, damit sind die Großen Seen über den Sankt-Lorenz-Strom für die Hochseeschifffahrt erreichbar. Das Wasserwegenetz der USA beträgt insgesamt 17.700 km mit 192 Schleusen – es werden 18 % des Ladungsaufkommens über Wasserstraßen transportiert.

### Binnenseen

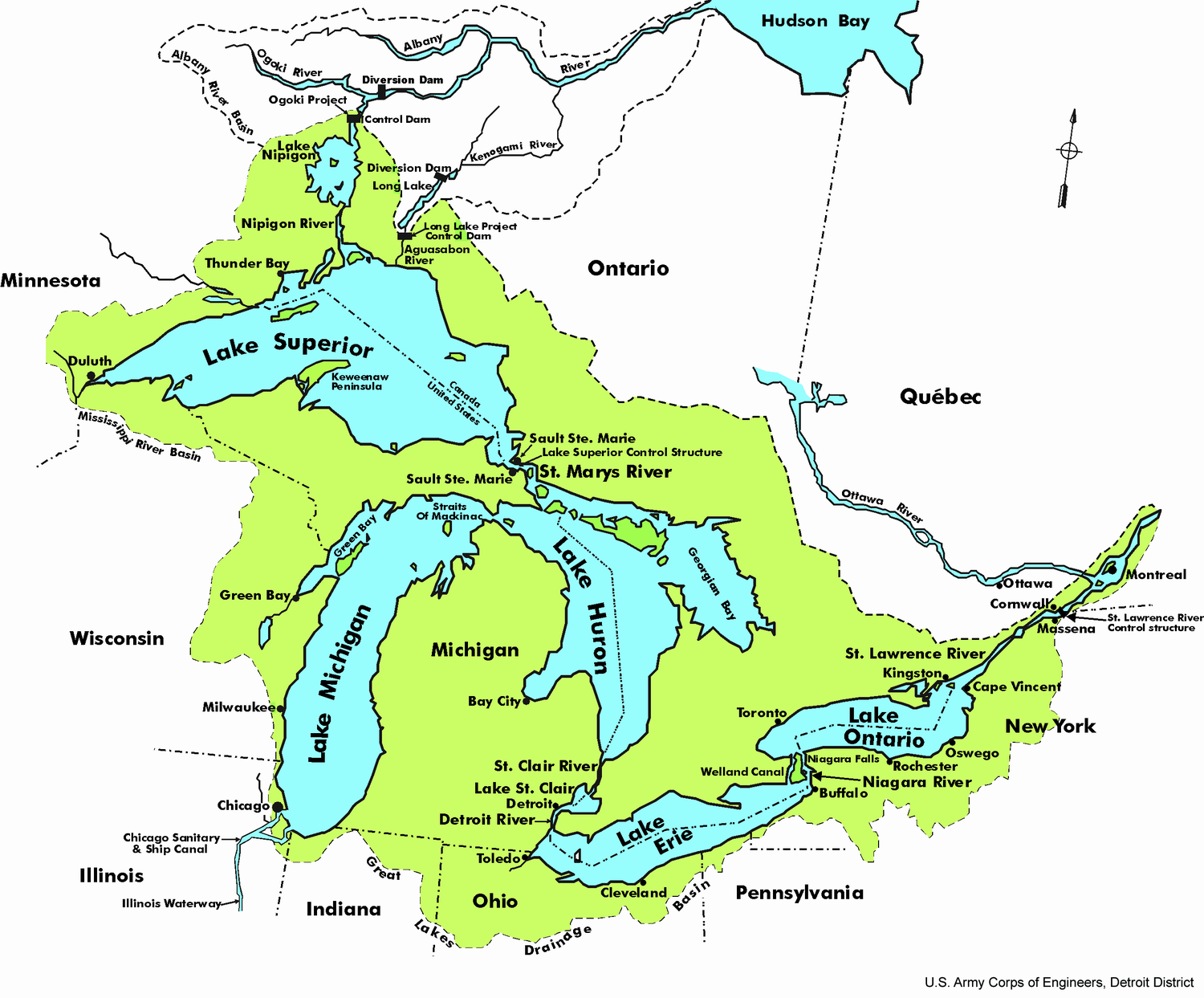
Die Großen Seen und ihr Einzugsgebiet

Der Seenreichtum der USA ist beträchtlich und erklärt sich durch unterschiedliche geologische, geomorphologische und klimatische Bedingungen. So zeichnet sich die Nehrungsküste am Atlantik und am Golf von Mexiko nicht nur von Haffs, sondern auch von Strandseen aus. Bei den zahlreichen Seen in Florida handelt es sich um geflutete Karsthohlformen. Auch in den Kordilleren gibt es viele, durchweg kleine Seen. Im Trockengebiet des Intermontanen Bereichs bilden sich im Großen Becken salzige Endseen, unter den der Große Salzsee und der Saltonsee die bedeutendsten sind. Einige Seen treten außerhalb der Niederschlagssaison nur als Salztonebenen auf. In diesem Gebiet sind manche Seen Reste sehr viel ausgedehnterer pleistozäner Seen; so sind der Große Salzsee, Utah Lake und Sevier Lake kleine Relikte des pluvialzeitlich-pleistozänen Lake Bonneville.
Besonders seenreich ist das Gebiet der pleistozänen Vereisung. Unzählige Seen finden sich in den Adirondack Mountains, dem Nördlichen Appalachen-Plateau und um die Großen Seen in Wisconsin und Minnesota, letzterer Bundesstaat wird gar "Land of ten thousand lakes" genannt. Die fünf Großen Seen gehen selbst auch auf die pleistozäne Vereisung zurück, Schmelzwässer füllten tektonische Einmuldungen zu Glazialseen auf. Mit 246.480 km² sind die Großen Seen die größte zusammenhängende Süßwasserfläche der Erde, der Obere See ist nach dem Kaspischen Meer der zweitgrößte Binnensee. Sie haben lebhaften Schiffsverkehr und werden wegen ihrer Bedeutung für den Rohstofftransport als Binnenozean der USA bezeichnet. Ebenso wie viele andere Seen sind die Großen Seen geschätzte Fremdenverkehrs- und Naherholungsgebiete.
Neben den natürlichen Seen gibt es in den USA über 8000 Talsperren. Der Fläche nach ist der Lake Powell in Utah bzw. Arizona der größte künstliche See. Er entstand in den 1960er Jahren durch Aufstauung des Colorado an der Ostseite des Grand Canyons. Das größte Wasservolumen hingegen staut der Hoover Dam an. Seit 1936 sammelt sich das Wasser des Colorado flussabwärts des Grand Canyons zum 35 Mrd. m³ umfassenden Lake Mead und ist noch heute beliebtes Ausflugsziel sowie bedeutender Stromlieferant für die Menschen in Kalifornien, Arizona und Nevada.

### Küstengewässer

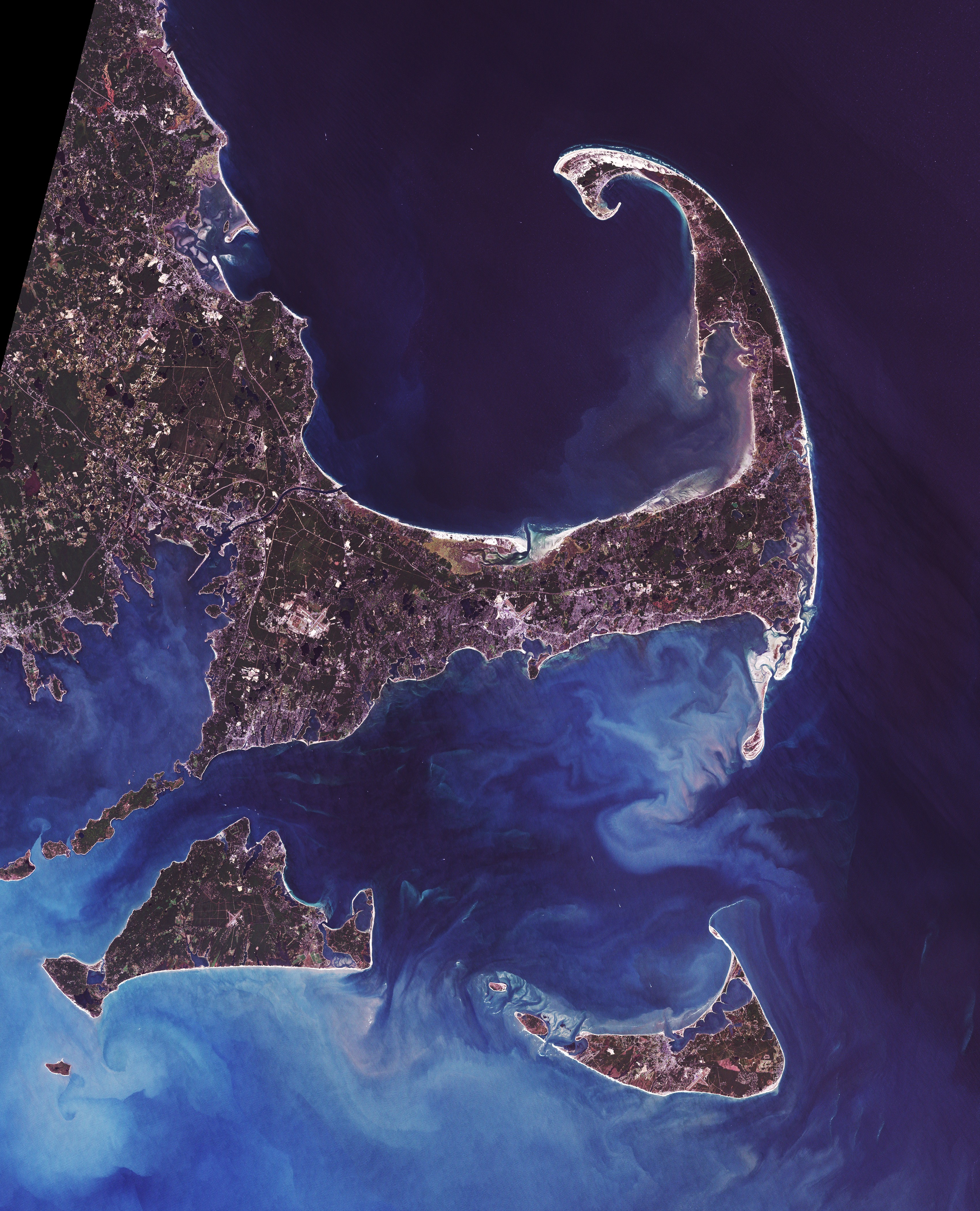
Die Provincetown-Nehrung an der Nordspitze von Cape Cod

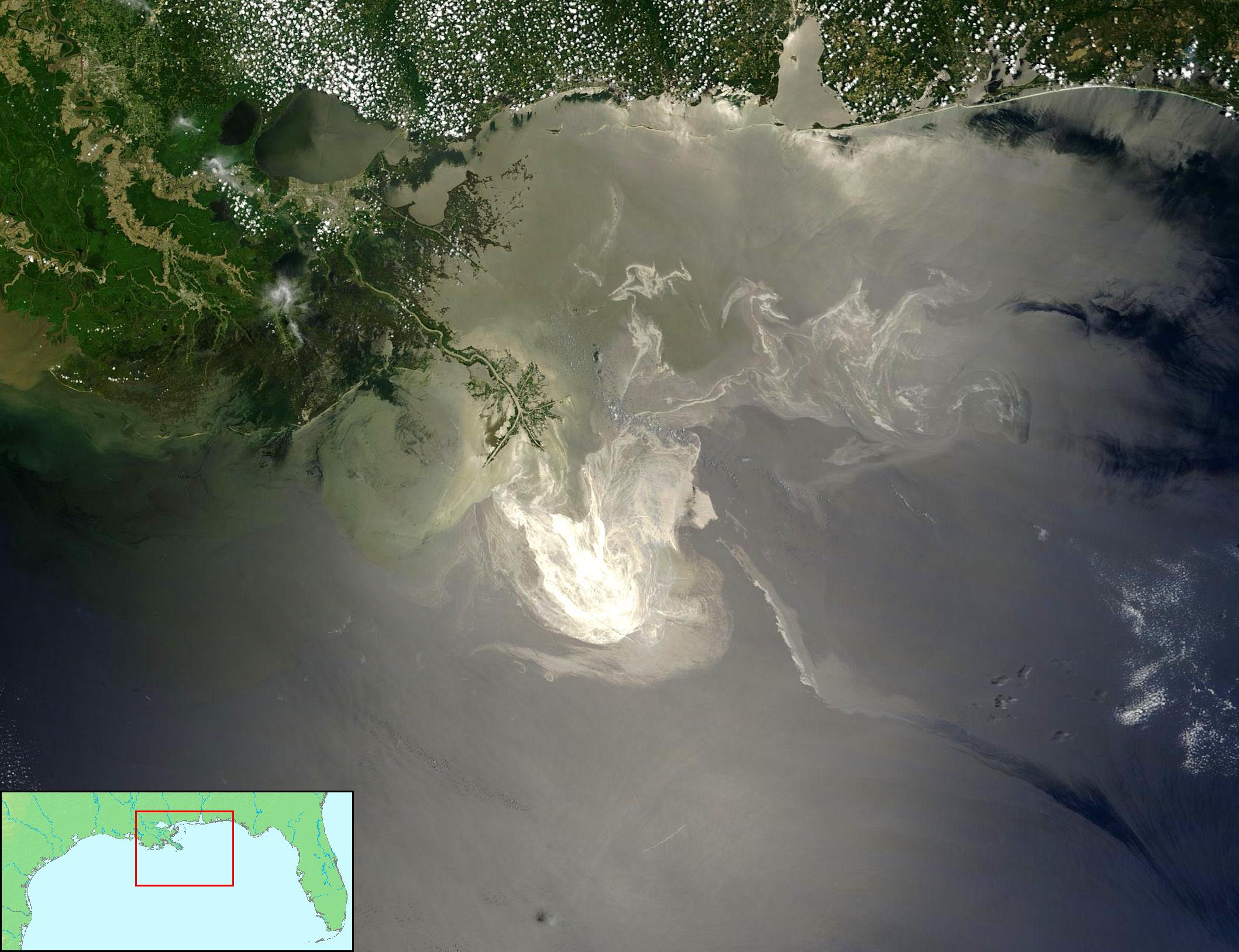
Der Ölteppich von der Deepwater Horizon erreicht das Mississippi-Delta. Die weißen Stellen in der Bildmitte sind Öl, denn das Öl macht die Reflexion des Sonnenlichts auf dem Golf heller und weicher. Von der Bildmitte nach außen erscheint das Öl zunehmend gelblich-beige.

An der atlantischen Küste herrschen halbtägige Gezeiten mit einem Tidenhub, der in Neuengland 3–3,60 m, am mittleren Atlantik 1,20–1,50 m und in Florida 0,60–0,90 m beträgt. Dagegen treten an der pazifischen Küste und überwiegend auch am Golf von Mexiko gemischte halbtägige Gezeiten mit geringerem Tidenhub von 1,80–2,10 m im Pazifik und 0,60–0,90 m am Golf auf. Eine Folge des geringen Tidenhubs im Golf von Mexiko ist die Ausbildung des Mississippi-Delta. Täglich wird mehr als 1 Mio. t Flussfracht zu einem Vogelfußdelta aufgeschüttet, das zurzeit über fünf Flussarme in den Golf wächst.
Während die Küstengewässer Neuenglands im Winter bei 2–3 °C und im Sommer bei 16–19 °C liegen, können die Wassertemperaturen an der südlichen Atlantikküste und an der Golfküste im Winter zwischen 17 und 23 °C liegen und im Sommer auf 27 bis 29 °C steigen. Die kühlen Wassertemperaturen an der nördlichen Atlantikküste lassen sich auf den Labradorstrom zurückführen. Im Süden bewirken der warme, aus dem Golf kommende Floridastrom und in seiner Fortsetzung der Golfstrom die hohen Wassertemperaturen. Der Übergangsbereich zwischen von kalten oder warmen Strom beeinflussten Wasser ist sehr schmal. Die pazifischen Küstengewässer sind in gleicher Breite kühler, die Wassertemperaturen nehmen im Winter von 9 °C an der Juan-de-Fuca-Straße bis zu 16 °C an der mexikanischen Grenze zu. Im Sommer herrschen entlang der pazifischen Küste etwa 14 °C, nur in Südkalifornien erreichen die Wassertemperaturen 19 °C. Es machen sich der kalte, südwärts gerichtete Kalifornienstrom und kaltes Auftriebswasser, das in Wirbeln an die Oberfläche gelangt, bemerkbar. Im Winter schaltet sich zwischen Küste und Kalifornienstrom der warme Davidsonstrom, der sich nordwärts bis maximal 40° nördliche Breite bewegt und die Küste mit warmen Oberflächenwasser beeinflusst.
Während die Strömungen an der pazifischen Küste Geschwindigkeiten von bis zu 0,4 Knoten erreichen, betragen die Strömungen im Atlantik und im Golf 0,7–1,1 Knoten. Die Bewegung des Floridastroms kann sogar Spitzengeschwindigkeiten von 3 Knoten erreichen. Die starken Strömungen bedingen entlang der Küste einen bedeutenden Strandversatz und sind die Ursache für die Ausbildung der gesamten Haff-Nehrungsküste.
Sowohl die atlantischen als auch die pazifischen Küstengewässer zeichnen sich durch großen Fischreichtum aus. Neben der Fischerei war auch die Küsten- und Seeschifffahrt traditionelle Nutzungsform. In ständig steigendem Maße tritt auch der Erholungs- und Fremdenverkehr hinzu, der durch Sportfischerei, Sporttauchen, Segelsport, Wasserski etc. die Küstennahen Bereiche immer stärker in den Einfluss- und Aktionsraum des Menschen drängt. Ferner spielen die Küstengewässer als Rohstofflieferant eine Rolle, wie bei der Natriumchlorid- und Kaliumchloridgewinnung für die Chemische Industrie. Zudem ist durch moderne Technik die Ausbeutung der Rohstoffe im Schelfbereich ermöglicht worden, sodass in den Küstengewässern Südkaliforniens und im Golf von Mexiko Erdöl und Schwefel gefördert werden. Stellenweise leiden die Küstengewässer der USA stark unter intensivem Massentourismus, baulicher Umgestaltung der Küsten, Abwassereinleitung und Versenkung industrieller Abfallprodukten. Die Ölverschmutzung infolge des Unfalls bei der "Ixtoc I"-Erdölexploration 1979 und die durch den Untergang der Bohrplattform Deepwater Horizon verursachte Ölpest im Golf von Mexiko 2010 sind zwei katastrophale Beispiele für die enorme ökologische Beeinträchtigung der natürlichen Küstengewässer.

## Ökoregionen

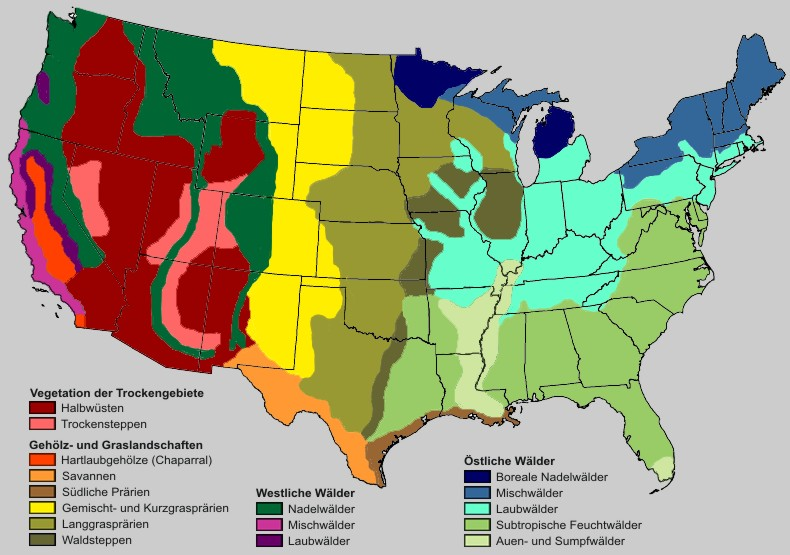
Natürliche Vegetation

### Potenzielle natürliche Vegetation
Der humide Osten ist durch Waldländer geprägt, die den klimatischen Verhältnissen folgend zonal gegliedert sind. In Richtung Westen bestimmen etwa ab 95° westlicher Länge Langgrasprärien, ab  100° westlicher Länge Kurzgrasprärien das Landschaftsbild. Die Waldländer des Westens sind im Gegensatz zu denen im Osten stärker von Koniferen durchsetzt und zudem auf Gebirgsareale beschränkt. Die Trockenheit prägt die Vegetation in der Westhälfte, die von Grasländern in den Trockensteppen über Gehölz- und Sukkulentenlandschaften bis hin zu Wüsten reicht. Im pazifischen Küstenraum dominieren Nadelwälder, in Kalifornien treten neben die Mischwälder subtropische Hartlaubgewächse, die Chaparral. Die USA sind dem Florenreich der Holarktis zuzuordnen.

#### Wälder im Osten

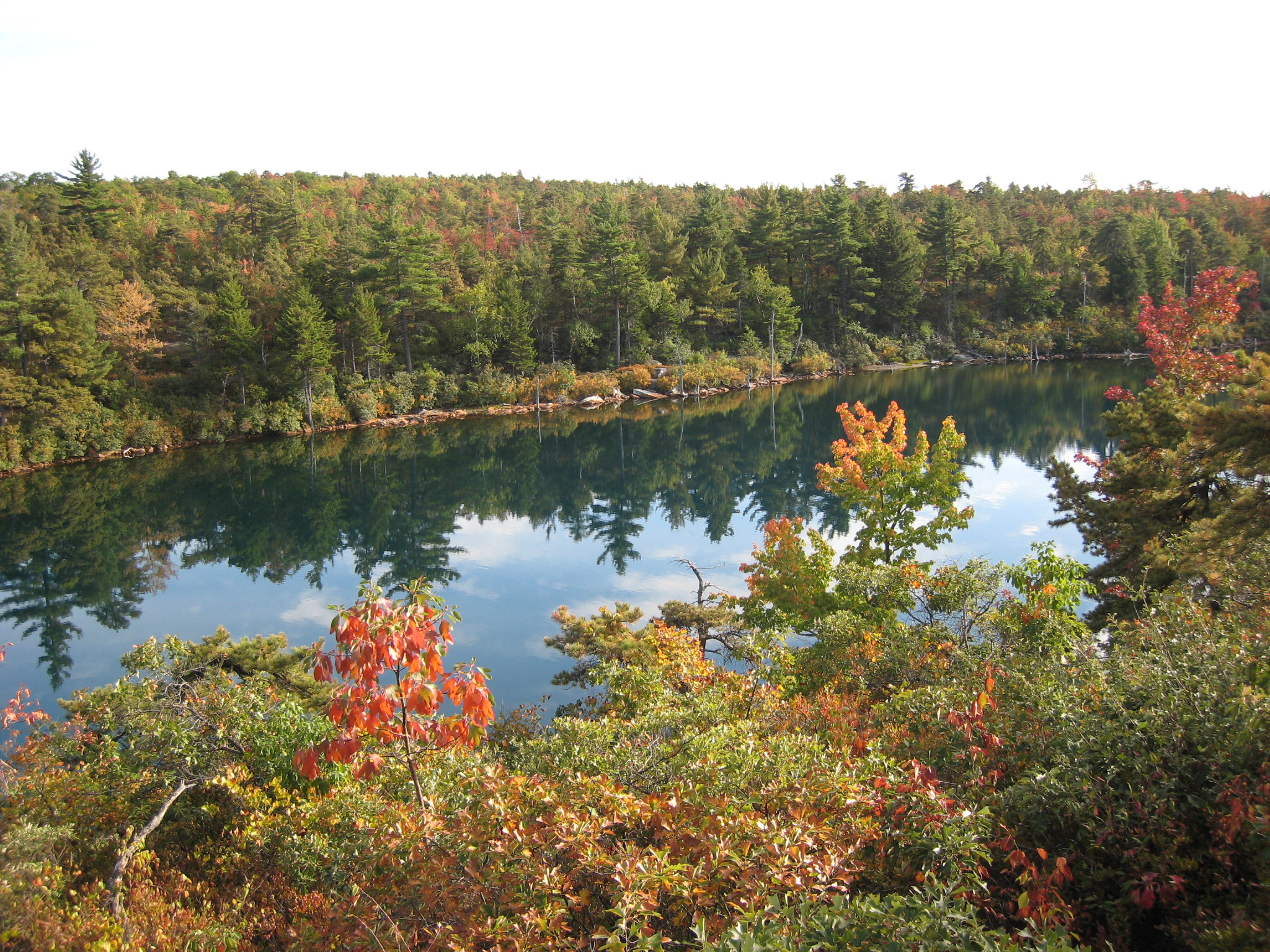
Mischwald im Minnewaska State Park Preserve, New York

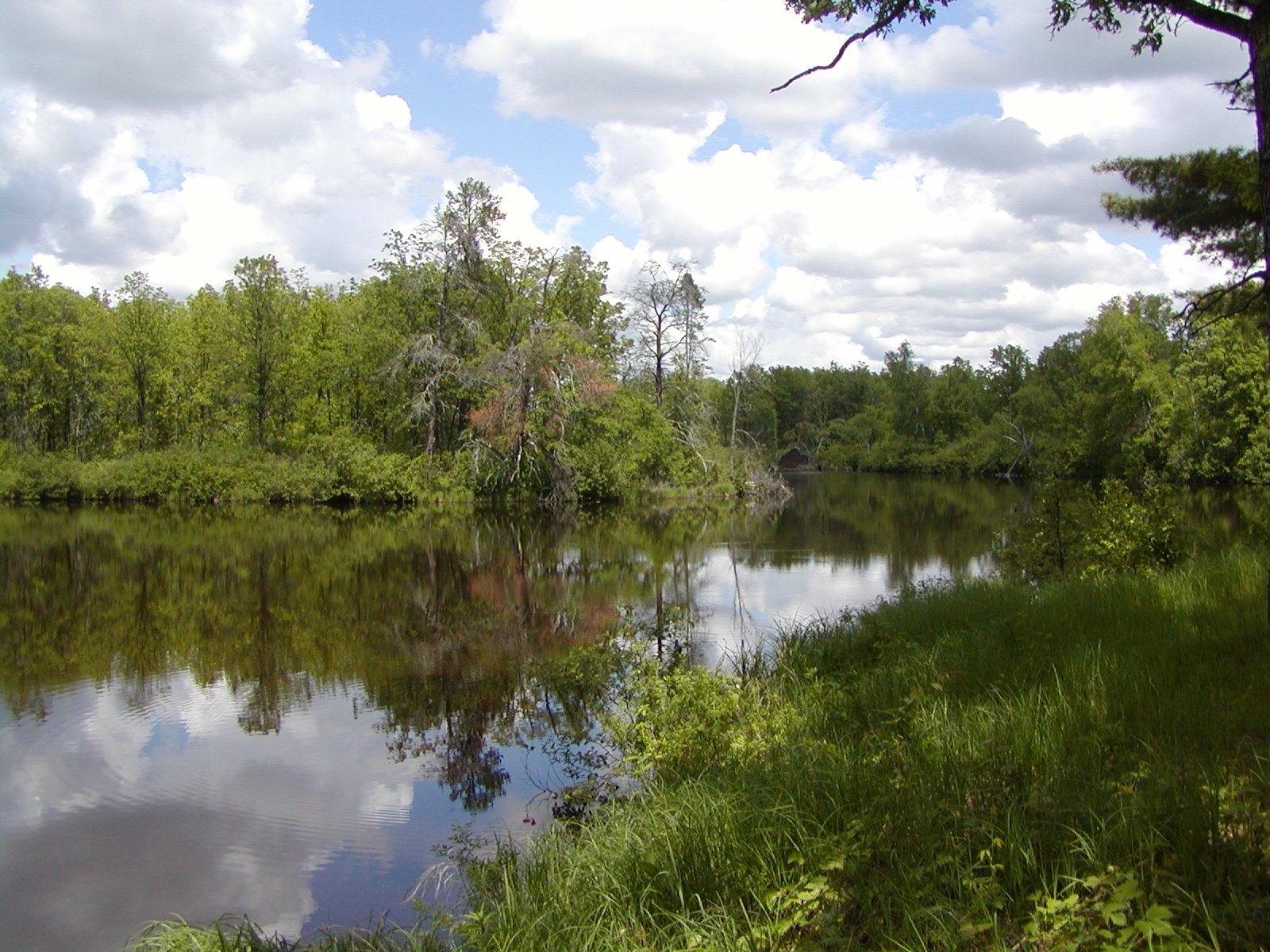
Sommergrüner Laubwald im St. Croix State Park, Minnesota

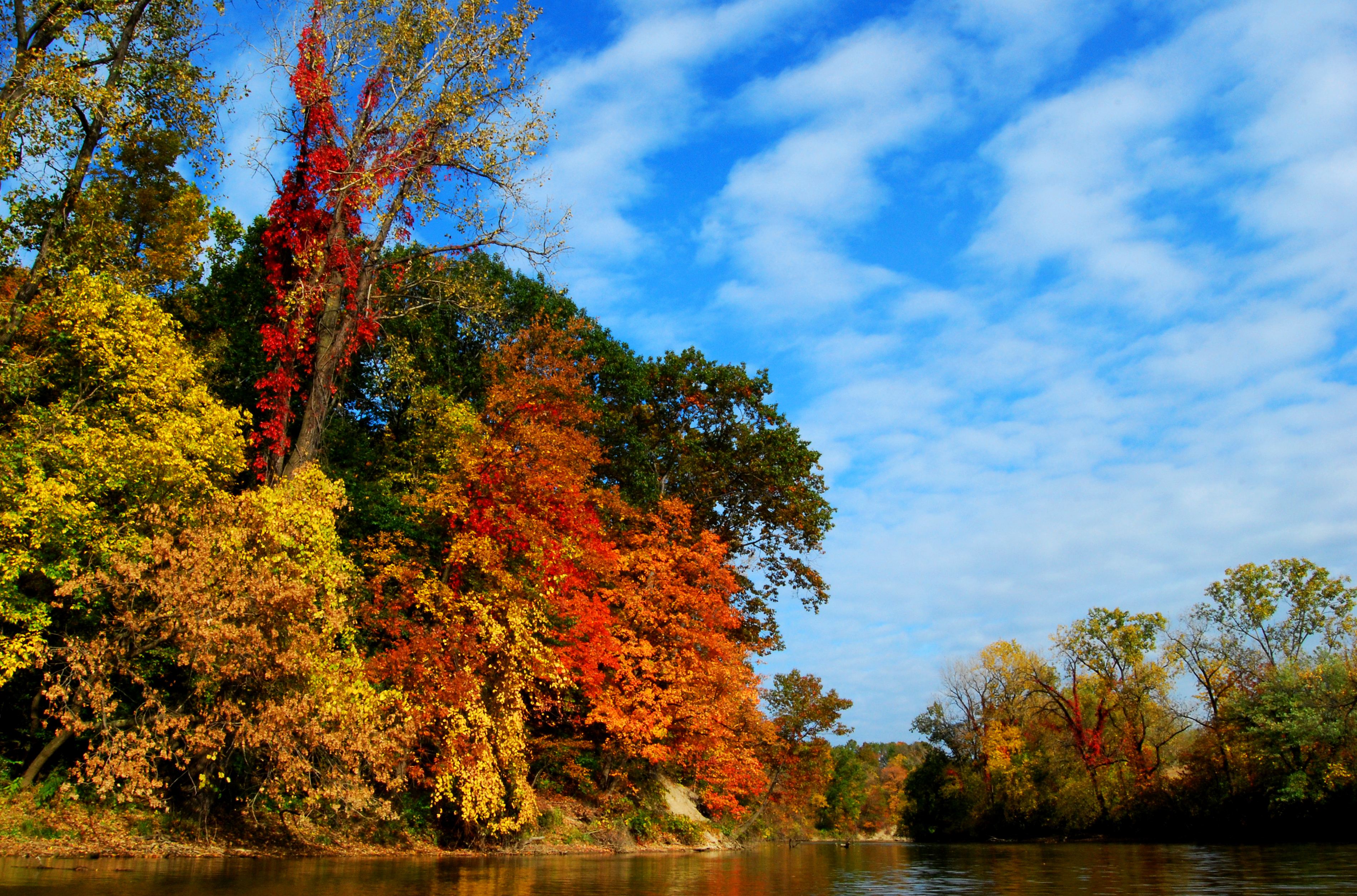
Indian Summer am Black River in Ohio

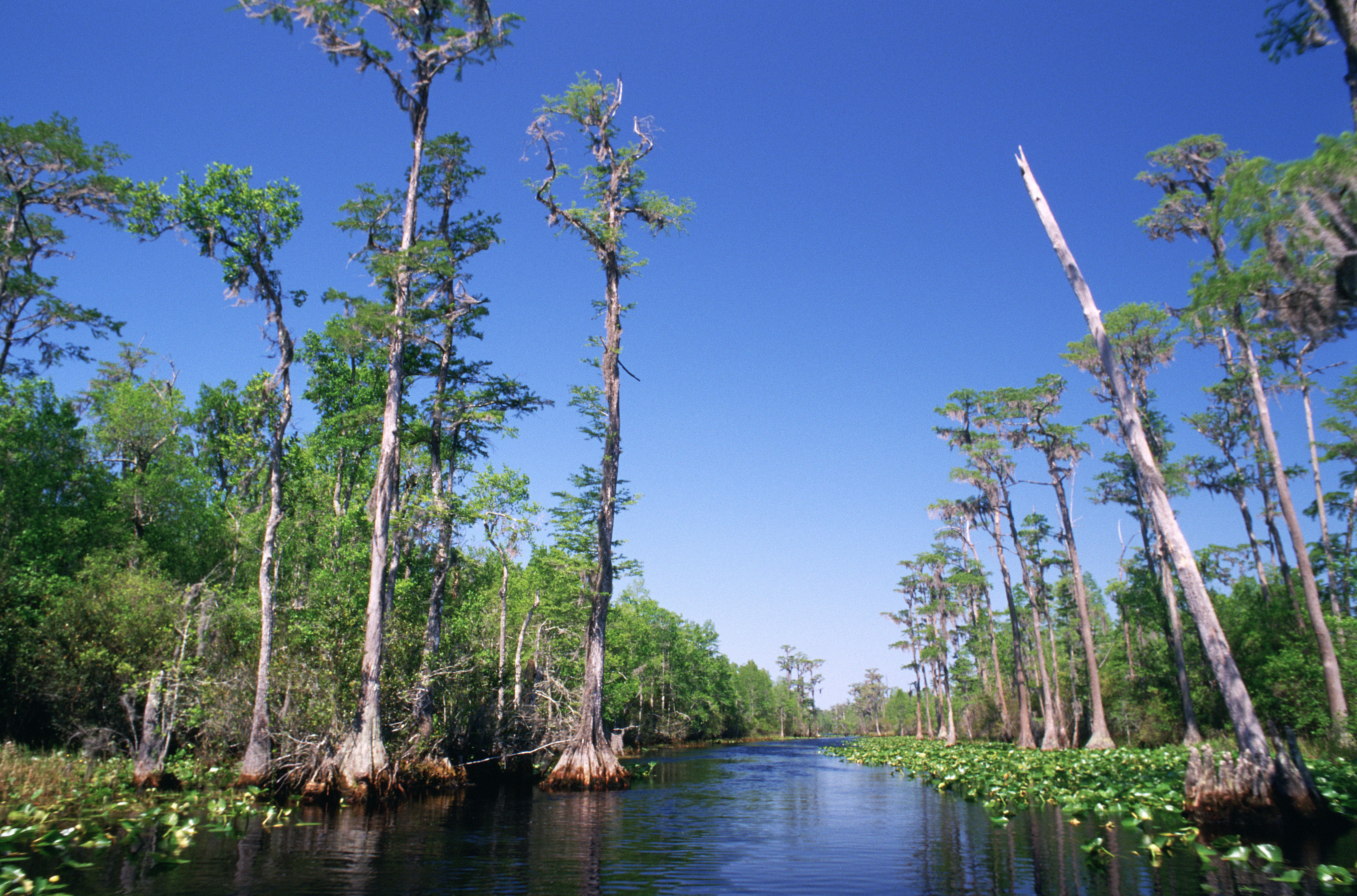
Sumpfzypressen im Okefenokee-Sumpf, Georgia

Der Nordosten wird von borealen Nadelwäldern eingenommen, in denen am stärksten Balsamtannen (Abies balsamea), Schwarzfichten (Picea mariana), im Gebiet der Großen Seen auch Weißfichten (Picea glauca) vorkommen. Auf ehemaligen Brandflächen, in Flussauen und Sumpfgebieten sind ihnen kleinblättrige Laubgehölze wie Birken (Betula), Erlen (Alnus) und Espen (Populus tremola) beigestellt. Nur sie können bei einer Vegetationsperiode von weniger als 120 Tagen und Tagesmitteltemperaturen von weniger als 10 °C gedeihen. Die Nadelgehölze haben sich durch ihre Blattform (xeromorphe Nadeln), schmale Kronen, die die Schneebruchgefährdung mindern, und säulenartige Wuchsformen, die auch bei tiefen Sonnenständen Licht nutzen lassen, angepasst. Die Jahreszuwachsrate ist zwar gering, dafür werden die Nadelbäume bis zu 400 Jahre alt. An lichten Plätzen tritt in der Krautschicht das Heidekraut (Calluna vulgaris) hinzu. Der insgesamt relativ artenarme Nadelwald ist außerdem an ganzjährig durchfeuchteten Stellen mit Sümpfen, Hochmooren und natürlichen Wiesen durchsetzt. Die mittlere jährliche Produktion an Phytomasse beträgt 5,5 t/ha.
An den Nadelwald schließt sich ein Übergangsbereich aus Mischwäldern (Northern hardwoods) an, welcher aus  Ahorn (Acer), Birken (Betula), Buchen (Fagus), Fichten (Picea), Weymouthkiefern (Pinus strobus) und Hemlocktannen (Tsuga) zusammengesetzt ist. Edaphische Einflüsse werden insofern bemerkbar, als dass die Nadelwälder vermehrt auf sauren, sandigen und trockenen Substraten stocken, die Laubgehölze dagegen nährstoffreichere, lehmig-kalkige Substrate bevorzugen.
Die nach Süden anschließenden sommergrünen Laubwälder der nemoralen Zone weisen eine Vegetationsperiode (Tagesmittel ≥ 10 °C) von mindestens 120–180 Tagen, nicht zu langen winterlichen Frösten und ausreichend Niederschlag in der Vegetationszeit. Die einzelnen Waldtypen sind meridional angeordnet und lassen sich von Ost nach West wie folgt unterscheiden: die Eichenwälder (Quercus) der Appalachen; die gemischten mesophytischen Laubwälder mit Rosskastanien (Aesculus), Eichen (Quercus), Linden (Tillia) und dem Tulpenbaum (Liviodendron tulpifera); die Buchen-Ahorn-Wälder in Schattenlagen; die Eichen-Hickory-Wälder (Quercus-Carya) im Westen. Im Unterschied zu den europäischen sind die amerikanischen sommergrünen Laubwälder als Relikte der vorkaltzeitlichen Flora des Pliozäns außerordentlich artenreich, da aufgrund der Nord-Süd streichenden Gebirge während der Eiszeiten der Vegetation noch Refugialgebiete erhalten blieben. Die herbstliche Farbenpracht des Indian Summer ist Ausdruck dieser Artenvielfalt. Die Laubwälder bestehen aus 1–2 Baumschichten, einer Strauch- und Krautschicht. Moose fehlen meist, da sie vom Falllaub meist zugedeckt würden. Der Laubabwurf ist als Schutzmaßnahme vor Kältestress und Frosttrocknis der nordamerikanischen Cold waves zu verstehen. Die jährliche oberirdische Holzproduktion dieser Wälder liegt bei etwa 8 t/ha, die Primärproduktion inklusive der Krautschicht bei ca. 9,5 t/ha.
Im subtropischen Südosten der USA sind im Landesinnern sommergrüne Laubwälder prägend, in der Golfküstenebene, im Norden Floridas und an den Küsten Georgias sowie Südkarolinas gehen diese in subtropische Feuchtwälder (mit Magnolien) und südöstliche Kiefern-Eichen-Wälder über. Die Überschwemmungsebenen (Flats), Altwasser-Waldsümpfe (Hammocks) und Lagunen (Glades) der Mississippi-Ebene werden von Laubhölzern und tornadofesten Sumpfzypressen (Taxodium distichum) eingenommen. Im tropischen südlichen Florida gedeihen epiphytenreiche, relativ großblättrige, immergrüne Laubwälder mit tropischen Baumgattungen wie immergrünen Eichen, Magnolien oder Palmen. Hinzu kommen Sumpfwälder, Sumpfwiesen sowie Mangroven an den Küsten und zeigen die Durchdringung tropischen und außertropischer Elemente.

#### Grasland (Prärie)

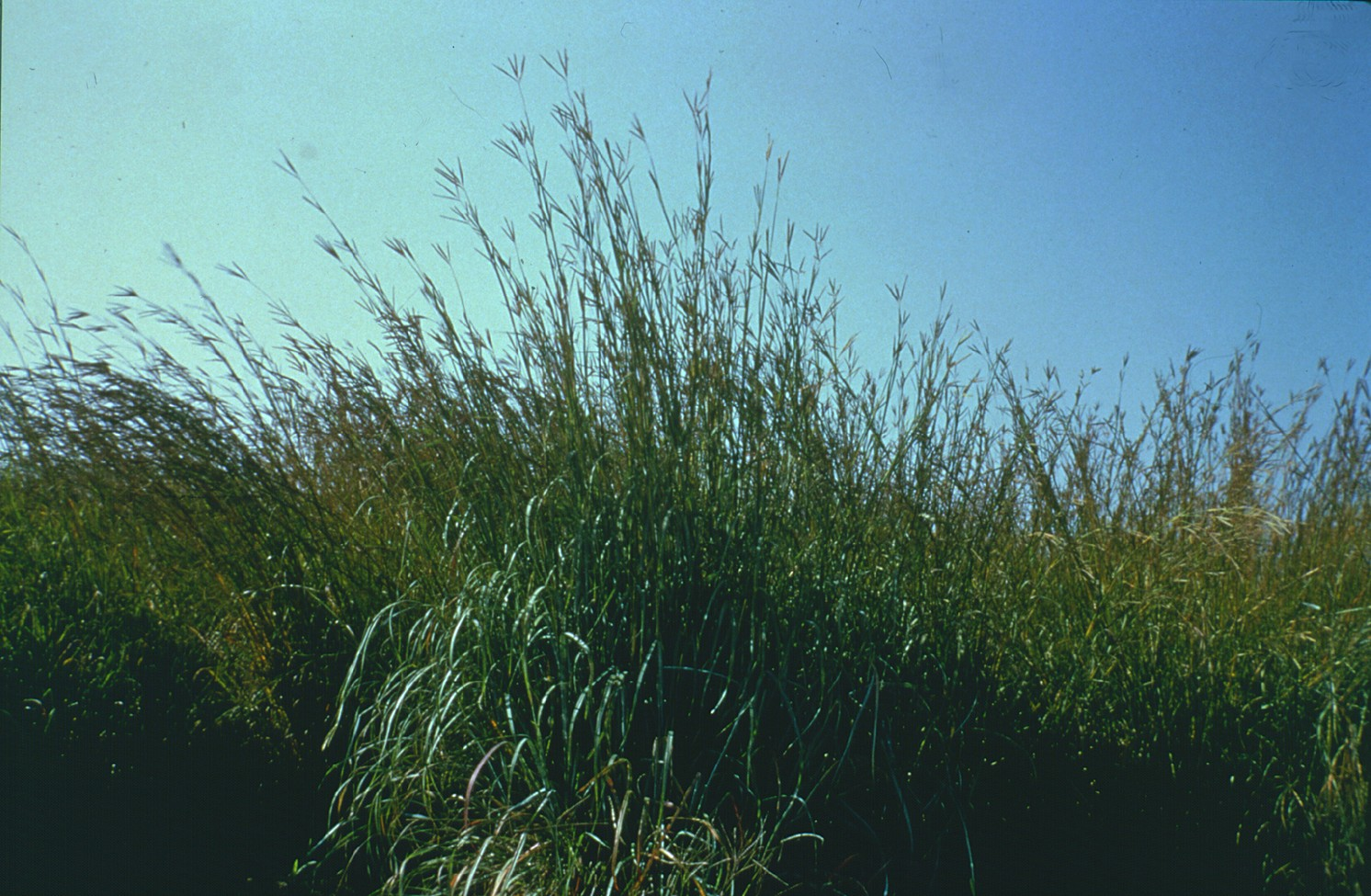
Big Bluestem

Übergangscharakter zwischen Waldgesellschaften des Ostens und Prärien des Westens weist der meridional verlaufende Waldsteppen-Streifen mit örtlichem Wechsel zwischen Eichen-Hickory-Hainen und Prärie einen parkartigen Charakter (Parkland Belt) auf. Der Wald nimmt dabei die Senken und Flusstäler mit günstigen Boden- und Grundwasserverhältnis ein. Unter den hochwüchsigen Gräsern dominiert Big Bluestem (Andropogon gerardii).
Etwa von 95° westlicher Länge an bestimmen Langgräser das Bild der natürlichen Vegetation. Die amerikanische Prärie unterscheidet sich von den europäischen Steppen dadurch, dass tropische Grassippen südlicherer Abstammung, die erst spät im Sommer blühen (z. B. Andropogon-Arten), neben die übrigen schon im Frühsommer blühenden Sippen treten. Entsprechend der Bodenfeuchtigkeit lassen sich die Prärie auf Hochflächen (mit 30–40 cm hohen Blättern und 50–100 cm hohen Blütenständen), die Niederungsprärie (mit 50–100 cm hohen Blättern und 150–200 cm hohen Blütenständen) und in die Prärie der nassen Senken und Flussniederungen (mit über 2 m hohen Blättern und Blütenständen bis zu 3 m) unterscheiden. Typische Vertreter der Langgrasprärie sind fast ausschließlich Kryptophyten bzw. Hemikryptophyten, darunter Bartgras (Andropogon scoparius), Amerikanisches Federgras (Stipa sparta) und Stauden wie die Schafgarbe (Achillea), die Sonnenblume (Helianthus), die Goldrute (Solidago) und die Aster (Aster). Sie ist zudem kräuterreich.

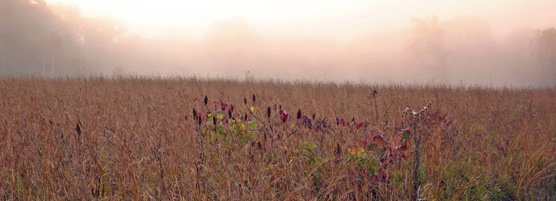
Prärie im Effigy Mounds National Monument, Iowa

Mit abnehmender Bodenfeuchtigkeit schließt westwärts die Gemischtgrasprärie an, die ab 100° westlicher Länge in die Kurzgrasprärie übergeht. Wegen der Trockenheit wachsen die Gräser niedriger und bilden vielfach keine geschlossene Narbe. Bereits im Juni sterben Gräser und Kräuter ab, so dass nur 60 Tage für Wachstum zur Verfügung stehen. In der Kurzgrasprärie sind Hartgräser, wie das Büffelgras (Bouteloua gracilis) und die Indianerhirse (Buchloe dactyloides). Es gibt nur noch wenige Kräuter, gelegentlich treten winterharte Opuntien als Vertreter der Kakteenvegetation der angrenzenden Halbwüste auf. Die Nettoproduktion beträgt in der Kurzgrasprärie jährlich etwa 2 t/ha (Bestand ca. 65 cm hoch), in der Gemischtgrassteppe 3 t/ha und in der Langgrassteppe (Bestand über 160 cm hoch) 5 t/ha. Allerdings schwankt die oberirdische Phytomasse in der Prärie zwischen ca. 4500 bis 6250 kg/ha in feuchten und 700 bis 2500 kg/ha in trockenen Jahren.
Zwischen 40° nördlicher Breite und kanadischer Staatsgrenze ist der Gürtel der Langgrasprärie breiter ausgebildet. Der krautreichen Bluestemprärie treten Federgräser wie Needlegras hinzu. Die Kurzgrasprärie setzt mit dem Missouriplateau der Great Plains ein, das im Osten von Quecken wie dem aus Asien eingeführten Wheatgras (Agropyron), im Westen von niedrigem Gramagras (Bouteloua) bewachsen ist. Im Süden setzen sich die Prärien des subtropisch-sommerfeuchten Klimas in Strauchsavannen, z. B. die Mesquite-Savanne, fort. Die südlichen Prärien gelten insofern als besonders, als in ihnen Grasland-Gehölz-Mischformationen auftreten. Hier kommen typischerweise das Bartgras (Andropogon), die Borstenhirse (Setaria), der dornige Mesquite-Baum (Prosopis glandulosa) und Akazien vor. Von der mexikanischen Grenze bis zur Mississippimündung begleitet die Küste ein Marschengürtel mit Schlickgras (Spartina alterniflora) und weiter landeinwärts ein Präriegürtel mit Küstenpräriegras (Schizachyrium littorale).

#### Wälder im Westen

Riesenmammutbaum (Sequoiadendron giganteum) im Yosemite-Nationalpark

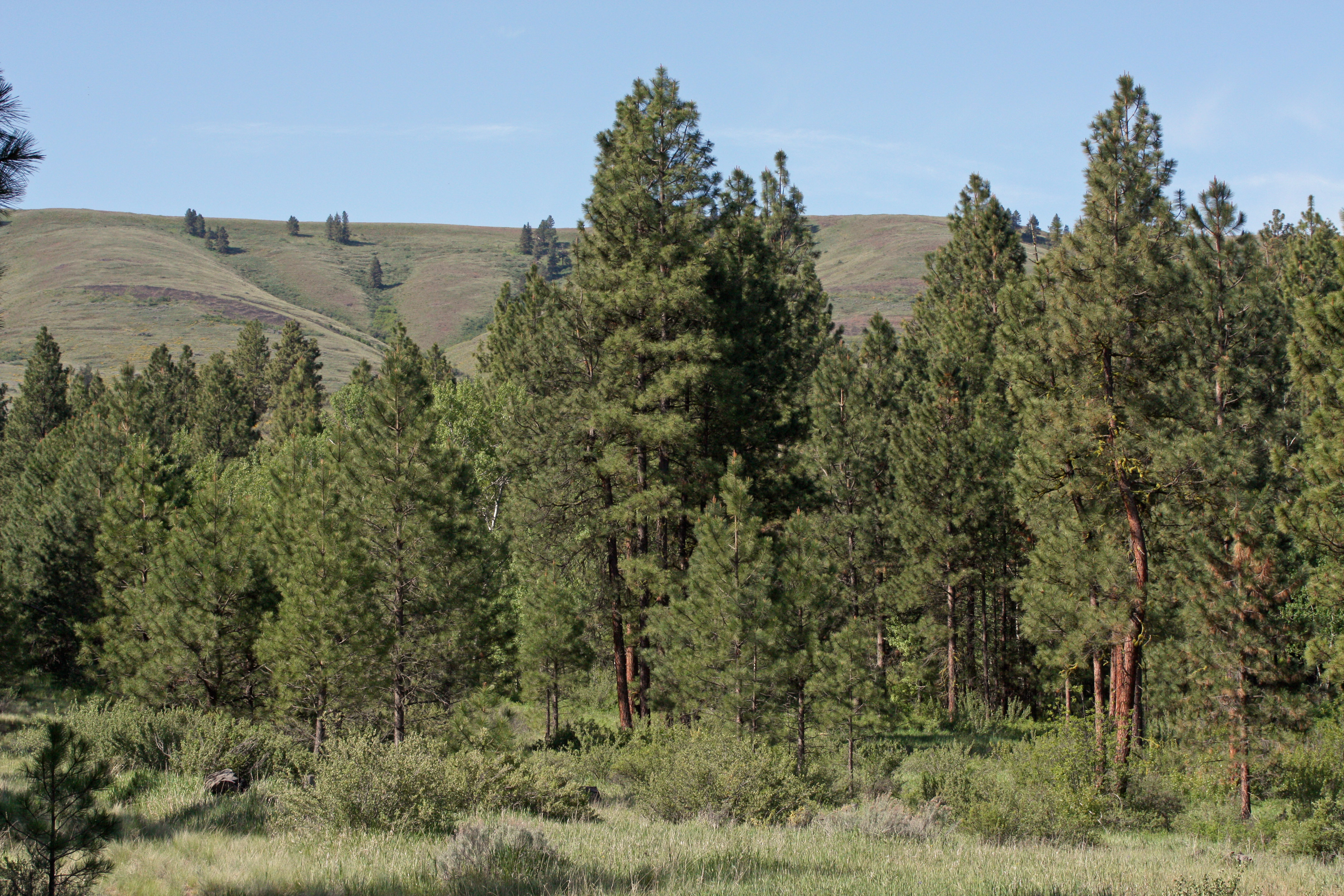
Gelbkiefern (Pinus ponderosa) in Wenas Wildlife Area, Washington

Im westlichen Staatsgebiet sind die Waldareale beinahe gänzlich Nadelwälder und im Wesentlichen auf die Gebirgserhebungen beschränkt, die aber infolge der großen Nord-Süd-Erstreckung der Gebirge aus einer Vielzahl von Nadelwaldtypen bestehen. Zunächst lassen sich Feucht- und Trockenwälder unterscheiden, wobei die dichten Feucht-Nadelwälder sich auf den pazifischen Nordwesten beschränken. Diese hochwüchsigen und bis zu 1000 Jahre alten Wälder gehören zu den wirtschaftlich wertvollsten Baumbeständen Nordamerikas. Im nördlichen Teil dominieren Hemlocktanne (Tsuga heterophylla), Sitkafichte (Picea sitchensis), Douglasie (Pseudotsuga taxifolia), Lebensbaum (Thuja) und die Nootka-Zypresse (Chamaecyparis nootkaensis). Die Bestände dieser Nadelwälder sind in ihrem ursprünglichen Zustand durch einen reichen Unterwuchs aus immergrünen Laubhölzern und Farnen gekennzeichnet. Weiter im Süden wird die Vegetation des nordkalifornischen Küstenstreifens und der Gebirge (in der Sierra Nevada ab 900 bis 2000 m) von Nadelwäldern aus Redwood (Sequoia sempervirens), Douglasien, Tannen, Fichten und Kiefern gebildet. Bemerkenswert sind die Riesenmammutbäume (Sequoia gigantea), die über 120 m hoch werden, einen Stammdurchmesser von 11 m und ein Alter von 500 bis 3000 Jahren erreichen können.
Landeinwärts, auf dem Osthang des Kaskadengebirges, setzen im niederschlagsärmeren Bereich die Trocken-Nadelwaldformationen ein. Im Norden treten in den mittleren Lagen die lichten, gleichförmig von Pinus ponderosa gebildeten Gelbkiefernwälder, Douglasienwälder und Weißkiefernwälder auf, in höheren Lagen herrschen montane Nadelwälder mit Tannen und der hochwüchsigen, schlanken Engelmann-Fichte vor. In mittleren Lagen der südlichen Rocky Mountains  sind Trocken-Nadelwälder beheimatet, in denen Gelbkiefern und Douglasien vergesellschaftet sind, in höheren Lagen Tannen-Fichtenwälder. Für die Trocken-Nadelwälder liegt die obere Waldgrenze, die Höhengrenze (Cold Timber Line), bei 45° nördlicher Breite in 3000 m Höhe. Hinzu tritt eine untere Waldgrenze, die Trockengrenze (Dry Timber Line), in 1500 m Höhe. Bemerkenswert ist auch die durch Feuer begünstigte Drehkiefer, welche nach Waldbränden als Pionierbaum das von Konkurrenten befreite Areal erobert. Für die Besiedlung sind die bei vielen Bäumen mit Harz verschlossenen Zapfen von großer Bedeutung, da sich diese erst bei Hitzeeinwirkung öffnen und die Samen entlassen.

#### Gehölze und (Halb-)Wüsten
Die eumediterranen Gebiete in den südlichen Coast Ranges und im Kalifornischen Längstal sind von Hartlaubgehölzen der Chaparral (span. „buschförmige, immergrüne Eiche“), einer im Gegensatz zur europäischen Macchie natürlichen Vegetation, geprägt. Immergrüne Gehölze sind als niedrige Bäume oder Sträucher entwickelt. Die Blätter sind klein, oft schmal oder nadelförmig und xeromorph. Die Wurzeln müssen tief in den im Sommer oberflächlich austrocknenden Boden eindringen. Durch Absonderung aromatischer Stoffe oder Behaarung der Blätter versucht die Pflanze ihre Transpiration einschränken. Kennzeichnend ist die große Anzahl von meist immergrünen sowie 1,50–2 m hoch wachsenden Straucharten, wie z. B. buschförmige Eichen (Quercus dumosa), der Erdbeerbäume (Arbutus) oder strauchartige Rosengewächse (Adenostoma), strauchförmige Mohngewächse (Dendromecon) und krautige Yucca-Arten. Die Pflanzen des Chaparrals sind durch dicke Rinden und schnell keimende Samen an periodisch auftretende Feuer angepasst. Bäume fehlen aufgrund der geringen Jahressumme der Niederschläge unter 500 mm.

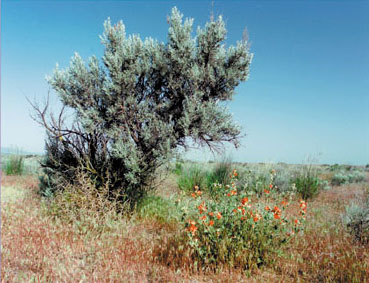
Der Wüsten-Beifuß

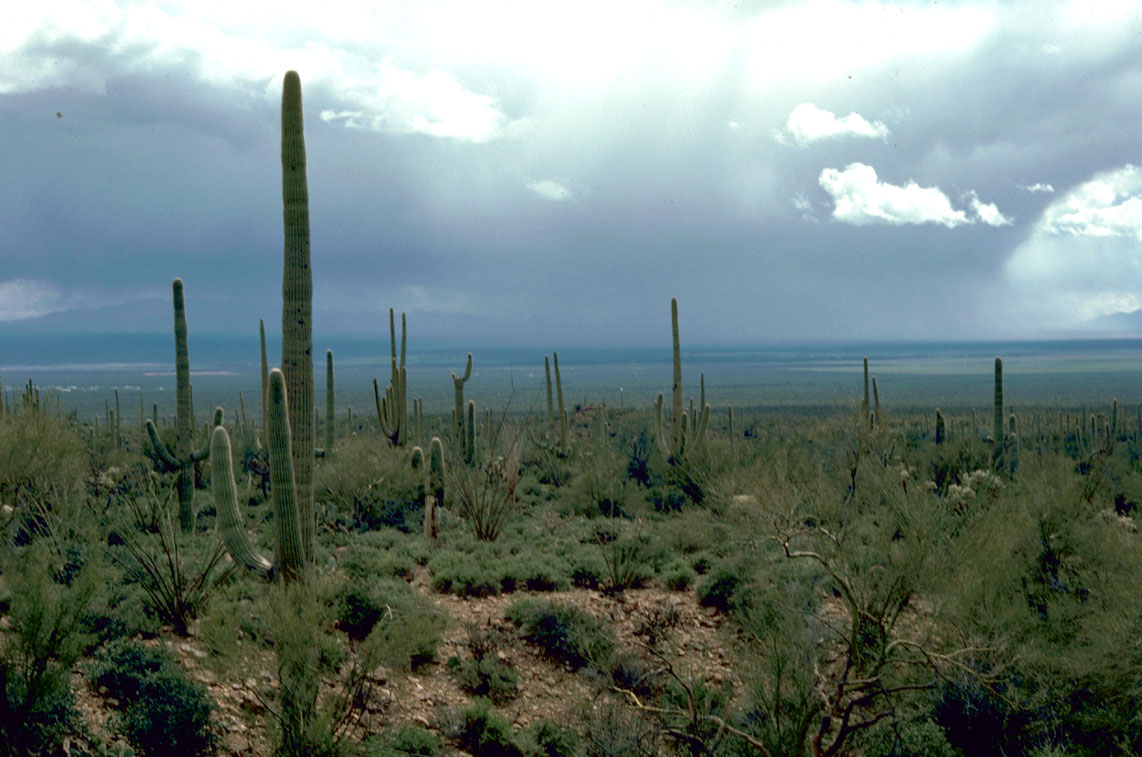
Saguaro-Kakteen in der Trockensteppe Arizonas

Die intramontanen Becken und Plateaus weisen trotz des Vorherrschens der Trockenklimate eine starke breiten-, relief- und expositionsabhängige Differenzierung in ihrer Vegetationsbedeckung. Es überwiegt eine halbwüstenartige Vegetation, nur die höher aufragenden Gebirge sind auf ihrer Luvseite bewaldet. Nördlich von 37° nördlicher Breite ist die Sagebrush-Steppe am weitesten verbreitet. Der Wüsten-Beifuß (Sagebrush oder Artemisia tridentata) ist ein 1,20 bis 1,50 m hoher Halbstrauch mit einer langen Pfahlwurzel und weichen, stark behaarten und aromatisch riechenden Blättern. Er nimmt vorzugsweise tiefere Teile des Reliefs (Playas und Senken) mit tonreichen Böden ein. Auf Erhebungen mit steinigen Böden gedeihen niedere Pinyon-Kiefernbestände (Pinus edulis) und baumförmige Wacholderarten (Juniperus), die sogenannte Pinyon-Stufe.
Südlich der 37° wird der Sagebrush von der Kreosotbusch-Halbwüste (Larrea tridentata oder Greasewood) abgelöst, der große Teile des Großen Beckens dominiert. Der Anteil von Sukkulenten an der Vegetation nimmt südwärts zu. Die Halbwüste geht im Tal des Todes, der Mojavewüste oder der Sonorawüste in Trockenwüsten über. Hier treten der Kleinstrauch White Bursage (Ambrosia dumosa), der Paloverdestrauch, die Josua-Palmlilie (Joshua Tree) und zylinderförmige oder flache Opuntien auf. Die Gehölzformationen im Südwesten der USA erhalten ihre charakteristische Gestalt durch die Kakteen wie den säulenförmigen, bis zu 10 m hohen Saguaro-Kaktus (Carnegiea gigantea). Durch Westernfilme wurde das Ruthenische Salzkraut (Salsola tragus oder Tumbleweed) berühmt, indem er als Symbol für Stille, Einsamkeit und Verzweiflung durch das Bild rollte. Dieser Steppenroller nutzt den Wind zur Verbreitung seiner Samen (Chamaechorie), nur lässt sich gleich fast die ganze ausgetrocknete Pflanze vom Wind mitnehmen. Beim Rollen verteilen sich die Samen auf dem Boden und an einer feuchten Stellen kann die Pflanze erneut austreiben. Die halomorphen Böden werden von Halophyten und halophilen Gräsern eingenommen, die am stärksten versalzten Böden der Salztonebenen sind, im Besonderen Umfang in der Umgebung des Großen Salzsees, völlig vegetationslos.

### Reale Vegetation
Von der potenziellen natürlichen Vegetation weicht das tatsächliche Pflanzenkleid unter anthropogenen Einflüssen teilweise erheblich ab. Wenig beeinflusst sind bislang die borealen Wälder und die Tundra in Alaska. Auch in der Mattenregion über der Baumgrenze und in den Gehölzfluren des Intermontanen Bereichs sind die Veränderungen durch den Menschen eher gering. Dagegen wurden die Wälder in den Vereinigten Staaten durch umfangreiche Rodungen beträchtlich reduziert, ferner durch Raubwirtschaft in der Vergangenheit und durch Forstwirtschaft in der Gegenwart verändert.
Bereits in der präkolumbianischen Phase sind einige Areale der östlichen Wälder dem indianischen Feldbau und der Holzbeschaffung zum Opfer gefallen. Waldland wurde im Grenzsaum zur Prärie zur Jagd gezielt abgebrannt. Zudem haben die Ureinwohner durch die Begünstigung essbarer, Früchte tragender Arten auf die floristische Zusammensetzung eingewirkt. Die europäischen Siedler bedienten sich ebenso der Brandrodungsmethode zur Ackerlandgewinnung. Allerdings war das Ausmaß dessen noch gering im Vergleich zum Raubbau, der während der Hochindustrialisierung Ende des 19. Jahrhunderts in den Wäldern rücksichtslos betrieben wurde. Die Laub- und Mischwälder Nordamerikas, sind abgesehen von steilen Berglagen und kleinen Restinseln, fast vollständig durch landwirtschaftliche, industrielle oder andere Nutzungsflächen verdrängt worden. So wurden beispielsweise in den borealen Kiefernwäldern westlich der Großen Seen große Areale kahlgeschlagen und die Holzreste durch Feuer beseitigt. Teilweise gerieten die Waldbrände völlig außer Kontrolle und zerstörten riesige Waldflächen. Das „Große Feuer“ von 1910 verursachte vom 19. bis 25. August 1910 eine solche Rauchentwicklung, dass vom nördlichen Intermontanen Bereich bis zum Sankt-Lorenz-Tal tagsüber künstliche Beleuchtung notwendig wurde. Diese Dark Days waren keine Einzelerscheinungen.
Blitzschlag ist vor allem in den Trocken-Nadelwäldern im Kordillerenbereich eine häufige Ursache für Waldbrände. Die feuerresistentere Douglasie sowie die Drehkiefer mit ihren nach großer Hitze öffnenden Zapfen konnten sich daher auf Kosten der Tannen-Fichtenwälder ausdehnen. Bis heute sind noch große Waldflächen von Bränden, die durch Blitzschlag, Fahrlässigkeit oder Brandstiftung verursacht wurden, betroffen. Die durch Kahlschlag und Feuer verwüsteten Areale wurden teilweise zu Sekundärwäldern wieder aufgeforstet und dabei in ihrer floristischen Zusammensetzung stark verändert. In vielen anderen Fällen sind die Areale jedoch nicht mehr zu einer Wiederaufforstung fähig und werden von Adlerfarndickichten (Pteridium im sog. „Bracken Grassland“) überzogen. Die moderne Forstwirtschaft, die vor allem im Pazifischen Nordwesten und im Südosten eine bedeutende Rolle spielt, nimmt durch die Bevorzugung bestimmter Baumarten entscheidenden Einfluss auf die Zusammensetzung und Physiognomie der Wälder. So stellen die eher naturfernen Forste der Tree Farms großer Holzfirmen im Nordwesten ein neues Landschaftselement dar.

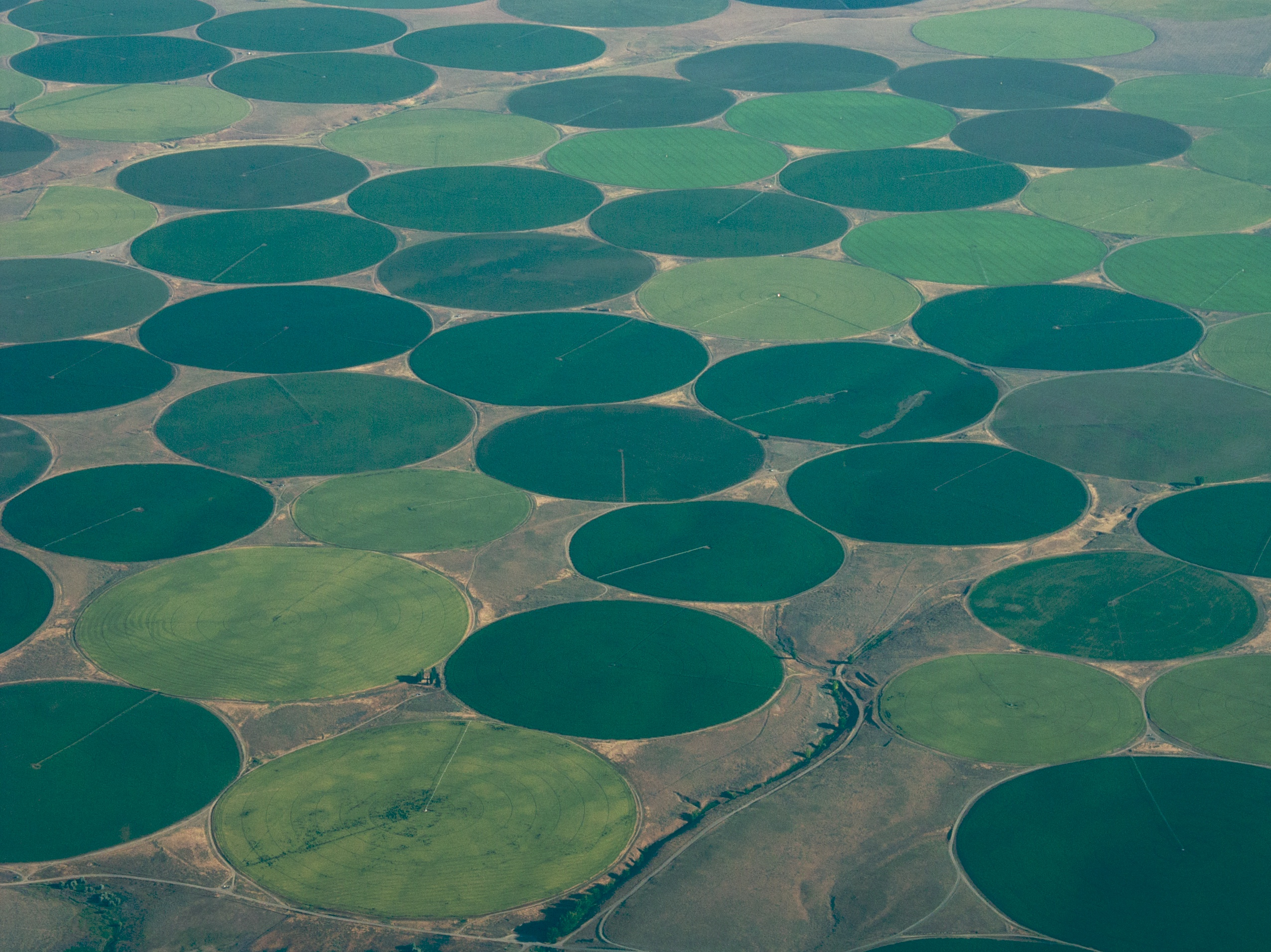
Anbaukreise: Bewässerte Felder entlang des Columbias in Washington.

Durch Beweidung wurde die Langgrasprärie zur Gemischtgrasprärie und diese wiederum zur Kurzgrasprärie degradiert oder durch den Ackerbau völlig zum Verschwinden gebracht. Obwohl die Durchfeuchtung des Bodens eine Bewaldung der Prärie durchaus zuließe, kann der Wald auch im Gebiet der Langgrasprärie nicht Fuß fassen. Wegen der intensiven Beweidung durch riesige Bisonherden und natürliche sowie künstliche Feuer wurde stets der Graswuchs gefördert. Der Wettbewerb der Jungbäume und Gräser um sowohl Licht als auch Wasser sowie periodisch auftretende, lange Dürreperioden (z. B. zwischen 1934 und 1941) verhinderten zudem die Rückeroberung der Flächen durch die Wälder. Ähnlich verhält es sich mit den kalifornischen Hartlaubwäldern, die heute durch Abbrennen nur noch gelichtet vertreten und zu Chaparral degradiert worden sind. Zu den immergrünen traten dort laubwerfende Eichen-, Ahorn- und Rosskastanien-Arten. Im Randgebiet des Kalifornischen Längstales wurde im Bereich der Trockengrenze der Chaparral wiederum durch Artemisia-Zwergstrauchheide (Garigue) verdrängt. Die größten Flächen der natürlichen Vegetation Kaliforniens (Chaparral, Steppe, Redwoodwälder) wurden durch künstlich bewässerte landwirtschaftliche Nutzflächen ersetzt.

### Fauna

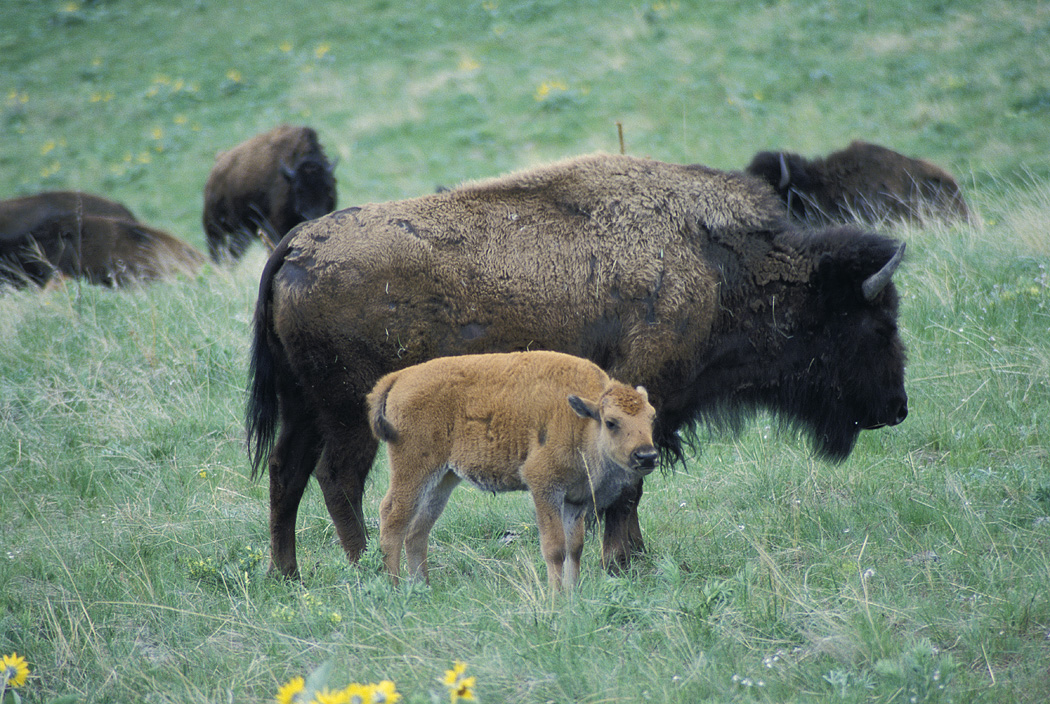
Bisonkuh mit Kalb

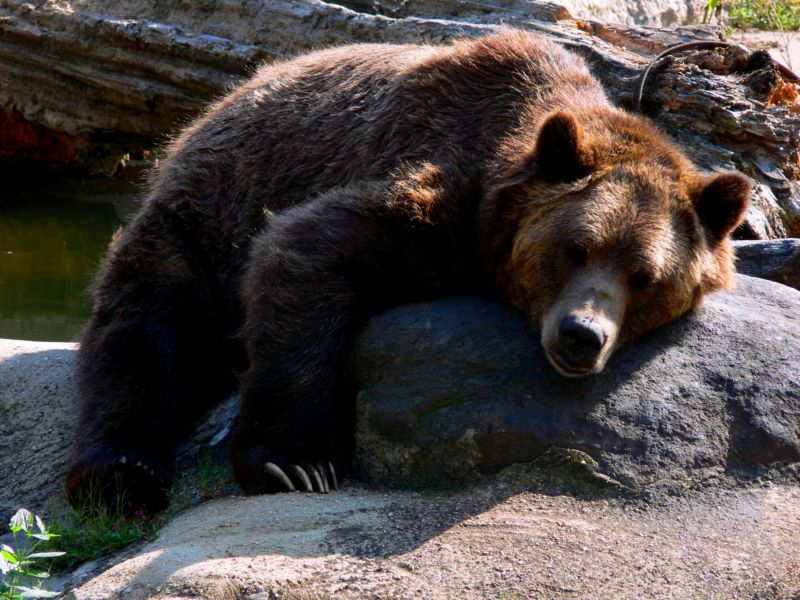
Grizzlybär

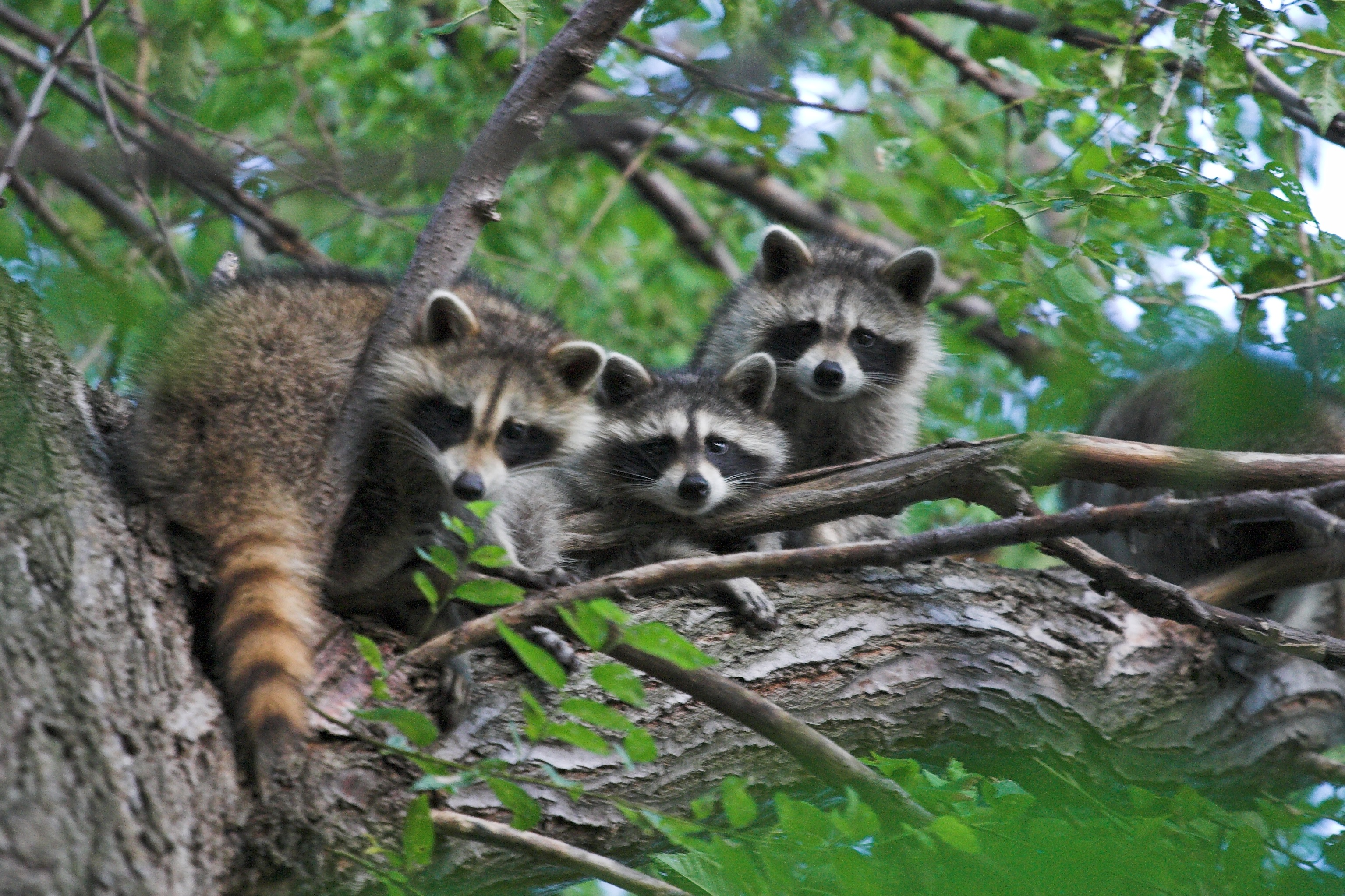
Eine Waschbärfamilie im Baum

Die Tierwelt in den Vereinigten Staaten ist wegen der vielfältigen Biotope sehr zahl- und facettenreich. Prägend für die Fauna sind die nordamerikanischen Säugetiere, unter denen das Bison (Bison bison), ein  Vertreter der Huftiere, das wohl bekannteste und zugleich das größte ist. Rund 50 Millionen Exemplare lebten zwischen den Rocky Mountains und den Appalachen und waren für die Indianer als Hauptfleischlieferant bedeutsam. Zudem weideten die Tiere die langen Präriegräser ab und verjüngten damit stets die Steppe. Andere Huftiere sind die Amerikanischen Rentiere (Karibus oder Rangifer tarandus), die in den USA als Wapiti (Cervus canadensis) bezeichneten Rothirsche, Elche (Alces alces), Gabelböcke (Antilocapra americana), Gämsen (Rupicapra rupicapra), Dickhornschafe (Ovis canadensis) oder Moschusochsen (Ovibos moschatus).
Auch die Raubtiere sind zahlreich vertreten. Unter den Hundeartigen sind Grauwölfe (Canis lupus), Nordamerikanische Präriewölfe (Kojoten oder Canis latrans), Rotfüchse (Vulpes vulpes), Kitfüchse (Vulpes velox) und Graufüchse (Urocyon cinereoargenteus) in den Vereinigten Staaten heimisch, bei den Bären sind Schwarzbären (Ursus americanus) und die amerikanischen Braunbärenunterart, die Grizzlybären (Ursus arctos horribilis), zu nennen. Der in Alaska lebende Kodiakbär (Ursus arctos middendorffi), eine weitere Unterart der Braunbären, der ein Gewicht von 1000 kg erreichen kann, ist neben dem Eisbären (Ursus maritimus), der im Norden Alaskas lebt, das größte Landraubtier der Erde. Auch kleinere Hundeartige sind vielfach verbreitet, wie die in Nordamerika heimischen Stinktiere (Skunks oder Mephitidae) sowie der zu den Kleinbären zählende Waschbär (Procyon lotor). Zudem sind zahlreiche Arten von Mardern heimisch: Mauswiesel (Mustela nivalis), Hermeline (Mustela erminea), Vielfraße (Gulo gulo), Echte Marder (Martes), Zobel (Martes zibellina) und kleine Restbestände Amerikanischer Nerze (Minks oder Neovison vison), außerdem die weit verbreiteten Silberdachse (Taxidea taxus) und Neuweltotter (Lontra). Katzenartige Raubtiere sind mit Berglöwen (Pumas oder Puma concolor), Ozelots (Leopardus pardalis), Rotluchsen (Lynx rufus) und Kanadischen Luchsen (Lynx canadensis) vertreten.
Weitaus zahlreicher als die Huf- und Raubtiere sind Kleinsäuger. Fünf Fledermausarten (Microchiroptera), Glattnasen- (Vespertilionidae) und Bulldoggfledermausarten (Molossidae), sind weit verbreitet. Unter den Hörnchen (Sciuridae) findet man Eichhörnchen (Sciurus), Stummelschwanzhörnchen (Aplodontia rufa), Präriehunde (Cynomys) und Rothörnchen (Tamiasciurus) und Flughörnchen (Pteromyini), dazu Streifenhörnchen (Chipmunks oder Tamias) und Ziesel (Spermophilus). Auch mehrere Murmeltiere (Marmota), wie die langschwänzigen Waldmurmeltiere (Woodchucks oder Marmota monax), die Alaska-Murmeltiere (Marmota broweri) und die Olympischen Murmeltiere (Marmota olympus) sind nicht selten. Heimisch sind außerdem viele Weißfußmäuse (Peromyscus), Erntemäuse (Reithrodontomys), Buschratten (Neotoma), Kängururatten (Dipodomys), Springmäuse (Dipodidae) und Wühlmäuse (Arvicolinae), darunter Lemminge (Lemmus), Feldmäuse (Microtus), Rötelmäuse (Myodes) und Bisamratten (Ondatra zibethicus). Der einst von der kanadischen Grenze bis zur Golfküste verbreitete Kanadische Biber (Castor canadensis) ist wegen seines Felles stark gejagt und beinahe ausgerottet worden, heute steigt dank Schutzmaßnahmen die Population wieder an. Hasentiere, d. h. Zwergkaninchen (Brachylagus idahoensis), Baumwollschwanzkaninchen (Sylvilagus), Echte Hasen (Leporidae) und Pfeifhasen (Ochotonidae), sind von Alaska bis Mexiko weit verbreitet. Kaninchenarten der Gattung Sylvilagus leben in Sümpfen, können schwimmen und sogar bei Gefahr tauchen. Maulwurfarten (Talpidae), wie z. B. der Sternmull (Condylura cristata), und Spitzmäuse (Soricidae) sind bekannte Insektenfresser.

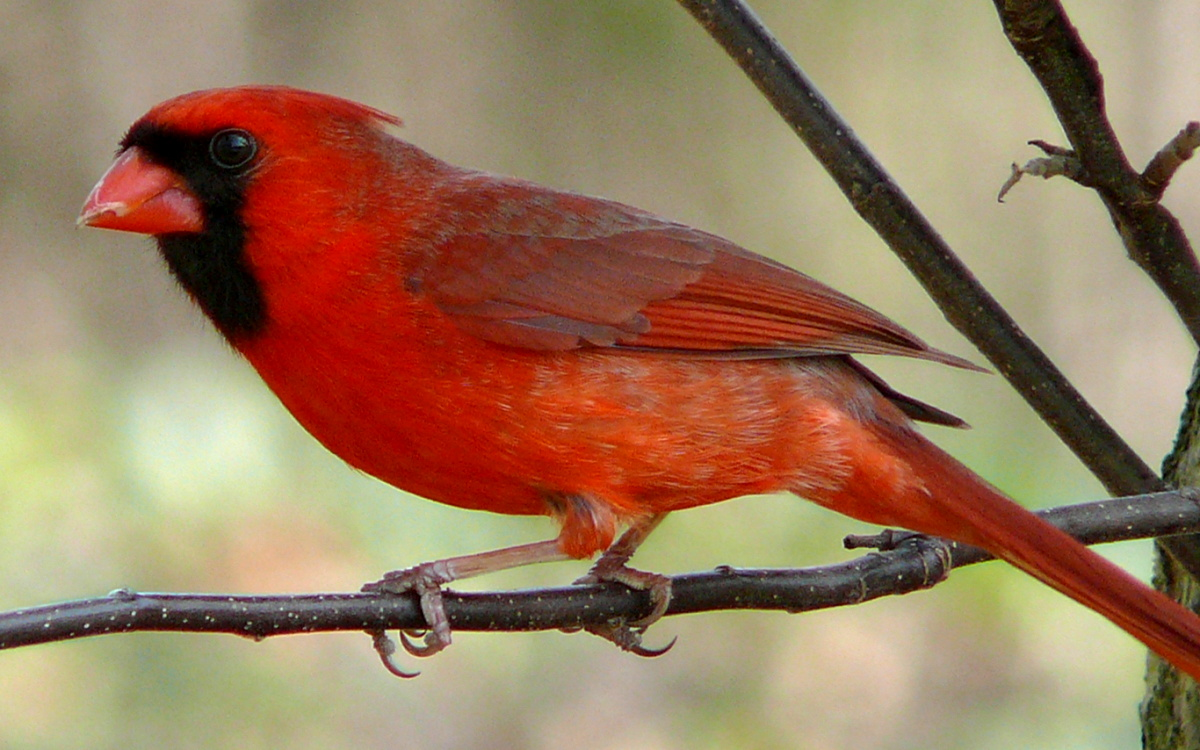
Roter Kardinal, auch bekannt als Virginische Nachtigall

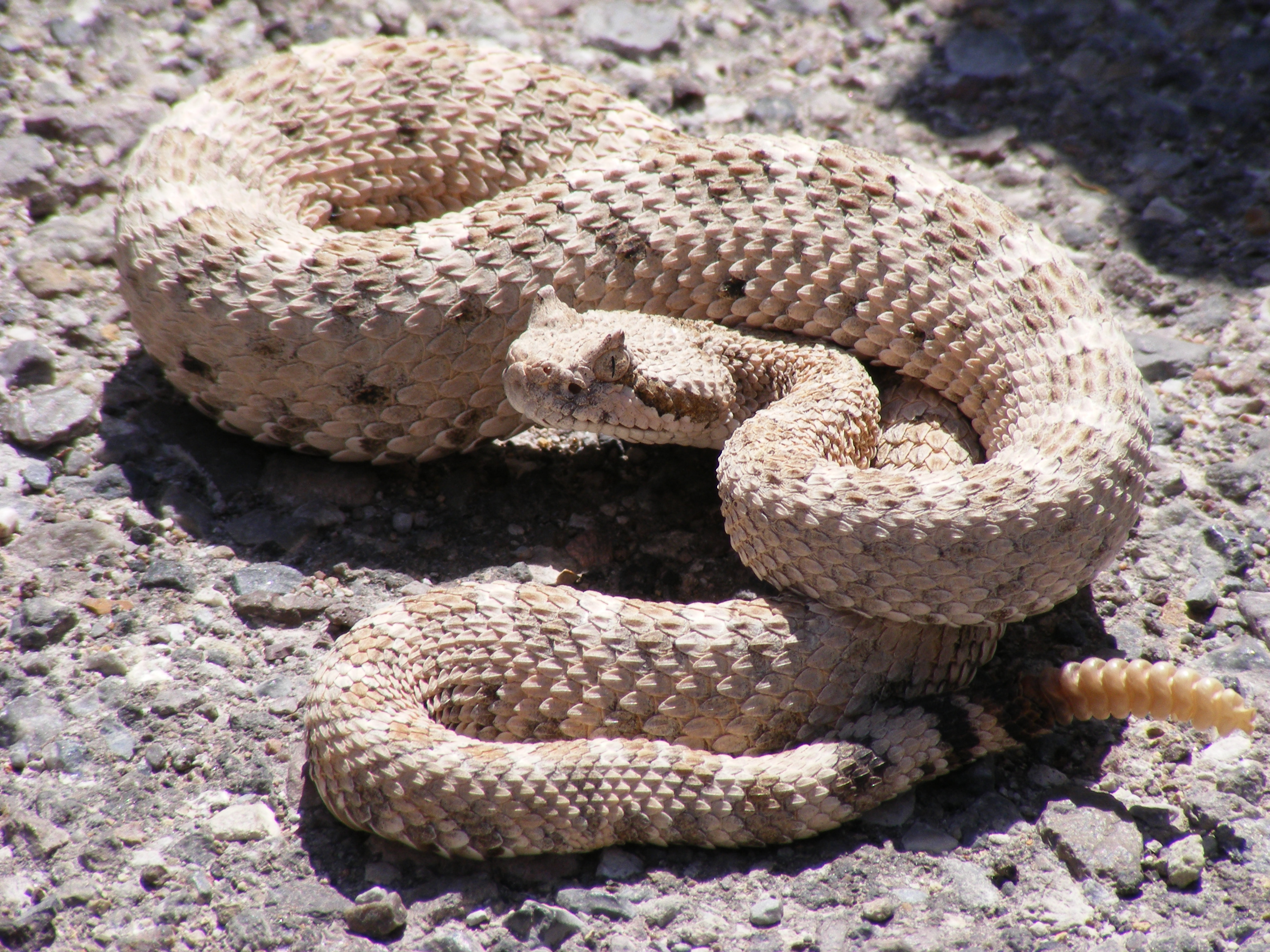
Klapperschlange (Crotalus cerastes)

Jahres- und Zugvögel sind in den USA reichlich vertreten. Seetaucher (Gavia), Wildenten (Anas platyrhynchos) und Wildgänse (Anser anser) leben in Nähe von Seen; Seeschwalben (Sternidae), Möwen (Laridae), Strandläufer (Scolopacidae) oder Reiher (Ardeidae) kann man entlang der Küsten finden. Zahlreiche Zaunkönige (Troglodytidae), Echte Drosseln (Turdus), Eulen (Strigiformes), Kolibris (Trochilidae), Sperlinge (Passeridae), Spechte (Picidae), Schwalben (Hirundinidae), Meisen (Paridae), Vireos (Vireonidae), Grasmücken (Sylvia) und Finken (Fringillidae) sind ebenso im Staatsgebiet beheimatet wie Rotkehlchen (Erithacus rubecula), Raben und Krähen (Corvus ), Rotkardinäle (Cardinalis cardinalis), Baltimoretrupiale (Icterus), Lerchenstärlinge (Sturnella) sowie Amseln (Turdus merula). Truthühner (Meleagris), Kragenhühner (Bonasa umbellus) und die aus Europa eingeführten Fasane (Phasianus) sind bekannte Wildvögel. Typische Greifvogelarten sind der Wanderfalke (Falco peregrinus), der Kalifornienkondor (Gymnogyps californianus) oder der Weißkopfseeadler (Haliaeetus leucocephalus).
Die Gewässer werden von Forellen (Salmo trutta), Flussbarschen (Perca fluviatilis), Muskellungen (Esox masquinongy), Karpfen (Cyprinus carpio), Welsen (Siluridae) und Hechten (Esox) bewohnt. In den Küstengewässern leben Kabeljau (Gadus morhua), Rote Schnapper (Lutjanus campechanus), Seebarsche (Moronidae) und Flundern (Platichthys flesus) zusammen mit Schalentieren wie Amerikanischer Hummer (Homarus americanus) und Muscheln wie Austern (Ostreidae) und Miesmuscheln (Mytilus). Bei den Schlangen sind die Nattern mit Strumpfbandnattern (Thamnophis), Kettennattern (Lampropeltis getula) und Dreiecksnattern (Lampropeltis triangulum) häufig vertreten. Unter den vier Giftschlangenarten sind wohl die Klapperschlangen (Crotalus) am bekanntesten. Hechtalligatoren (Alligator mississippiensis) leben in den Brackwassern um den Golf von Mexiko herum, während die Gila-Krustenechse (Heloderma suspectum) im Südwesten beheimatet ist.
Der Mensch hat in den letzten Jahrhunderten entscheidend die Fauna in den USA beeinflusst. So wurden die Tiere gejagt oder ihre Lebensräume sowie Nahrungsquellen zerstört. Die Rote Liste gefährdeter Arten wird immer länger: Waren es 1996 noch 751 Arten, so stieg die Zahl 2003 auf 987 und beträgt 2010 nunmehr 1231 Arten. So war das Wappentier der USA, der Weißkopfseeadler, bis in die 1950er und 1960er Jahren massiv bedroht und konnte nur durch harte Schutzmaßnahmen und Jagdverbote im Bestand wieder erhöht werden. Ebenso erging es den Kalifornienkondoren, die wegen ihres majestätischen Fluges bis auf 27 Exemplare 1987 alle gejagt wurden und nur dank großer Bemühungen bei Aufzucht- und Wiederauswilderungsmaßnahmen wieder knapp 200 in Freiheit lebende Individuen umfassen.

## Böden

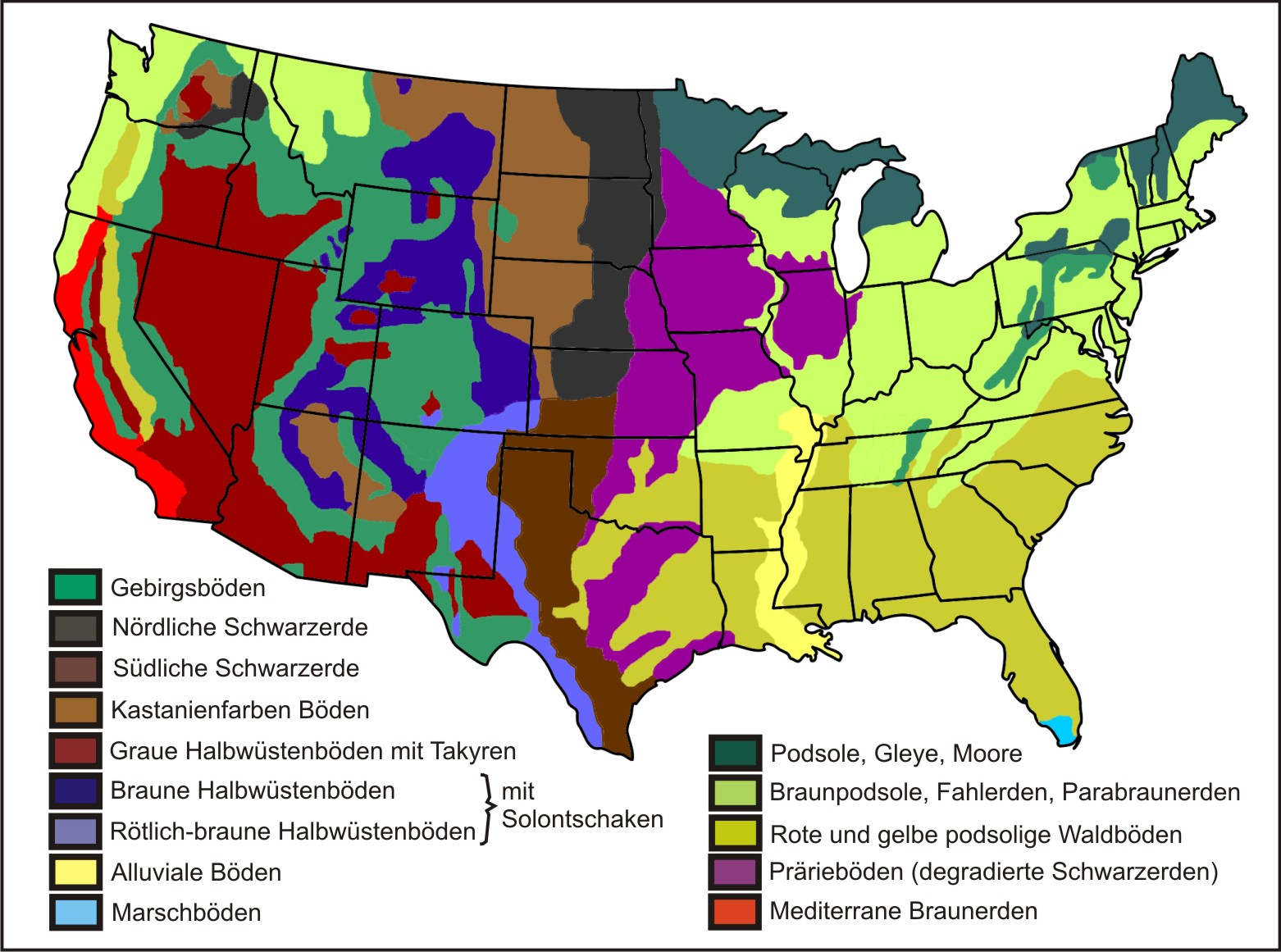
Karte von den Bodentypen in den USA

Die Böden in den USA werden maßgeblich vom Klima, von der Vegetationsbedeckung und vom Ausgangsgestein bestimmt. Dabei treten in der Osthälfte und an der Pazifikküste vornehmlich pedalfere, d. h. unter humiden Verhältnissen gebildete Böden auf, während in den ariden bzw. semiariden Gebirgen sowie den intermontanen Bereichen und den Prärien der Ebenen pedocale Böden dominieren.

### Pedalfere Böden
In der borealen Zone prägen relativ hohe Niederschlagsmengen und niedrige Jahresmitteltemperaturen, Rohhumus liefernde Nadelwälder und basenarmes wasserdurchlässiges Ausgangsgestein. Auf sandigem, nährstoffarmen Substrat unter Fichtenbestand bilden sich Podsole (nach Klassifikation des US-Department of Agriculture: Spodosole) aus. Geschiebelehm sowie Sande unter Wiesen und grasdurchsetzten Wäldern ließen podsolige Böden, Rasenpodsole, entstehen, die mit Gleypodsolen, Gleyen und Mooren (USDA: Histosole) vergesellschaftet sind. In den angrenzenden Mischwäldern treten Braunpodsole auf sandigen Substraten und Fahlerden (USDA: Luvisole) auf lehmigen Substraten hinzu.

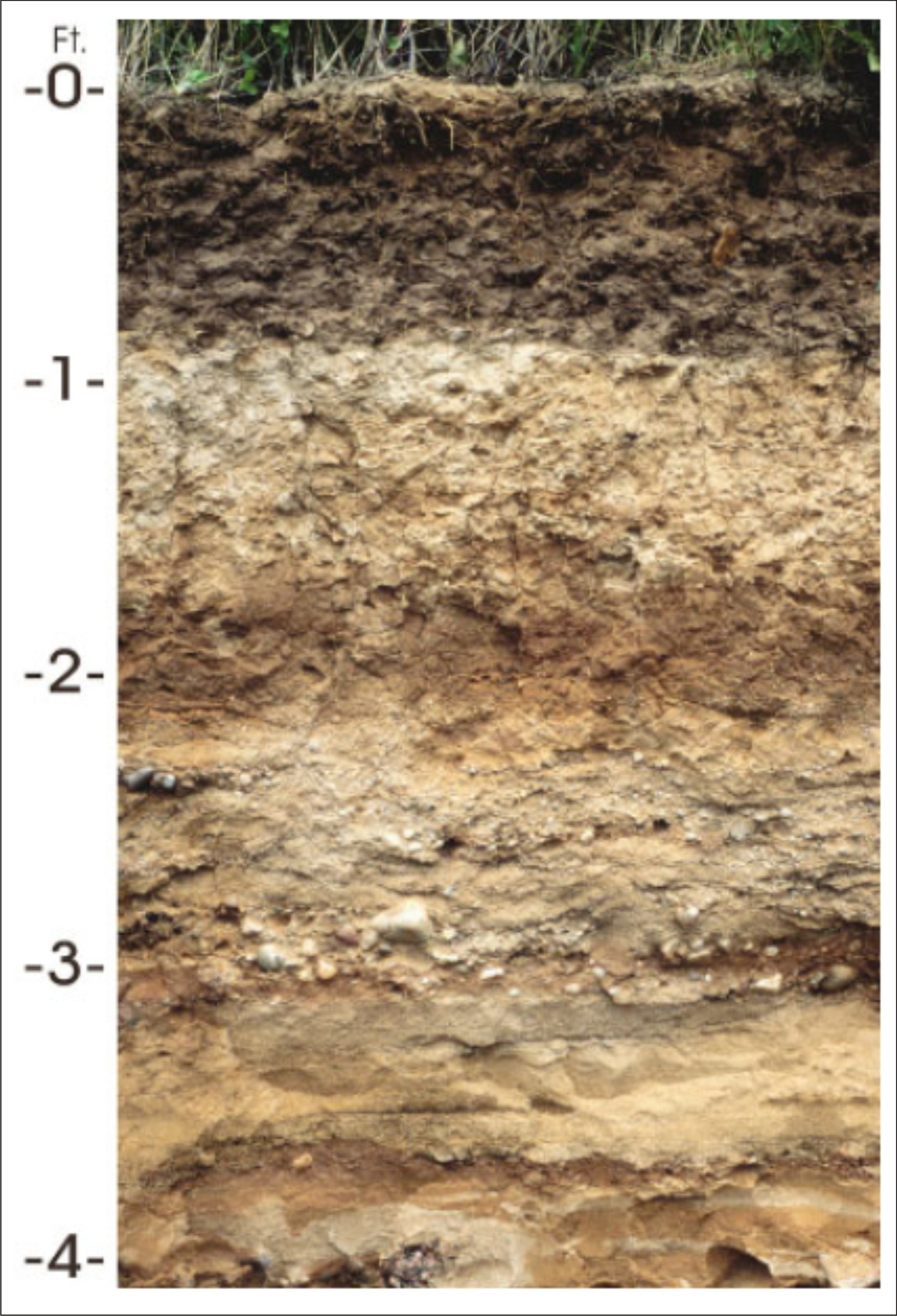
Bodenprofil einer Fahlerde (Antigo) auf Lösslehm (Ah/Ael/Bt/C), darunter weitere sandige Lössschicht. Der Antigo ist State Soil von Wisconsin.

Kennzeichnend für die gemäßigte Laubwaldregion sind die Parabraunerden und Braunerden (USDA: Alfisole). Auf silikatreichem und kalkarmen Substraten bilden sich Braunerden aus, während Parabraunerden silikatreiches Gestein mit mittlerem Kalkgehalt einnehmen. Die bei pH-Werten von 5–7 ablaufende Lessivierung wird mit zunehmender Trockenheit, steigenden Temperaturen (Aufreißen von Schrumpfungsrissen) und mit der Kultivierung intensiviert. In den Appalachen sind Rendzinen (USDA: Inceptisole) mit den Parabraunerden vergesellschaftet.
Unter den subtropischen Wäldern sind die roten und gelben podsoligen Böden (USDA: Ultisole bzw. Udults) prägend. Sie blieben, im Gegensatz zu den Alfisolen, frei von glazialer Überprägung und nehmen eine Übergangsstellung zu tropischen Böden ein. Sie enthalten neben Kaolinit und freien Oxiden mehr verwitterungsfähiges Material und Dreischichttonminerale wie Illite und Montmorillonite. Die Ultisole entstehen meist auf silikatischem Gestein und unterliegen häufig starker Lessivierung.
In den Feuchtgebieten Floridas treten wegen des geringen Pflanzenmaterialabbaus Moorböden (USDA: Histosole) auf, die einen großen Anteil nicht zersetzten organischen Materials aufweisen. In den Küstenbereichen und Auen des unteren Mississippis findet man Alluvialböden (USDA: Vertisole), sehr tonreiche Böden im Initialstadium, die bei Trockenheit Schrumpfungsrisse entwickeln und in hohem Maße der Hydroturbation unterliegen.
In den Gebirgszügen der Kordilleren ist die Bodendecke durch Höhenlage und Exposition differenziert. Charakteristische Bodentypen sind in höheren Lagen Ranker (USDA: Entisole bzw. Orthents), also schwach entwickelte, geringmächtige Böden mit Ah/C-Profil. An den niederschlagsreicheren Westseiten der Gebirgszügen bilden sich podsolige Böden (USDA: Spodosole) aus. In den feuchteren Nadelwäldern im Pazifischen Nordwesten finden sich Podsole und Braunpodsole.
Zonentypische Böden des mediterranen Gebietes im Westen der USA sind die mediterranen Braunerden, die Buroseme (USDA: Xerolls), nämlich hellgefärbte, humusarme, in ihrer chemischen Verwitterung gehemmte, meist sandige Braunerden. Sie sind von guter Durchfeuchtung im Winter und einer Trockenphase in den Sommermonaten geprägt. Zu ihnen treten im Bereich des Kalifornischen Längstales tiefgründige, meist sandig-lehmige Alluvialböden.

### Pedocale Böden
Die Böden der Prärien sind Schwarzerden bzw. Tschernozeme und Kastanozeme (USDA: Mollisole). Im Übergangsbereich der Waldsteppen befinden sich Prärieböden, braune Böden mit Ah/Bsv/C-Profil, die Bruniseme, die noch eine schwache Tonverlagerung vorweisen und so infolge der abnehmenden Humidität von den Parabraunerden im Osten zu den Tschernosemen im Westen vermitteln. In den Langgrasprärien dominieren Schwarzerden (USDA: Udolls bzw. Udic Borolls), wobei die nördlichen Schwarzerden mit 6–10 % Humusanteil im Oberboden von den südlicheren, nährstoffärmeren Schwarzerden zu unterscheiden sind. Gemeinsam ist ihnen die schwache Auswaschung des Kalziumkarbonats, die fehlende Verlagerung von Humus, Ton oder Nährstoffen sowie die kräftige Humifizierung der abgestorbenen organischen Substanz, wodurch ein mächtiger Ah-Horizont über verdichtetem, bevorzugt kalkreichen Sedimenten (z. B. Geschiebelehm in Glazial- und Löss in Periglazialgebieten) im Unterboden entsteht. In der Gemischtgrasprärie ist die jährliche Produktion an Phytomasse etwas schwächer und die Humifizierung geht langsamer vonstatten, sodass die Mächtigkeit und der Humusgehalt der A-Horizonte abnehmen.
In der Kurzgrasprärie sind die helleren, kastanienfarbenen Böden, die Kastanozeme oder Chestnut Soils (USDA: Ustolls) vertreten. Sie zeichnen sich durch Auswaschung von Karbonaten und leicht löslichen Salzen sowie Verbraunung (Bildung von Goethit) und Rubefizierung (Bildung von Hämatit) aus.
Entsprechend den klimatischen Verhältnissen dominieren in den Trockengebieten im Westen der USA nördliche graue und südliche rötlich-braune Halbwüstenböden (USDA: Aridosole). Jedoch ist die Bodendecke in Abhängigkeit von Relief und Ausgangsgestein sehr vielgestaltig. Die Böden sind äußerst arm an organischer Substanz, eine Horizontdifferenzierung ist nur schwach oder gar nicht ausgeprägt. entsprechend dem Bodenwasserhaushalt können auch Kalkanreicherungen an der Oberfläche auftreten, die, wenn sie als Kalkkruste die Oberfläche panzerartig überziehen, zur Unfruchtbarkeit der ansonsten relativ nährstoffreichen Böden führt. Auf den überflutungsgefährdeten Playas haben sich auf feinsandig-schluffigen bräunlichen Lehmen und Tonen, mit einer Natrium-Kruste überzogene Takyre und Solontschake (USDA: Salids) gebildet.

### Anthropogene Beeinflussung der Böden

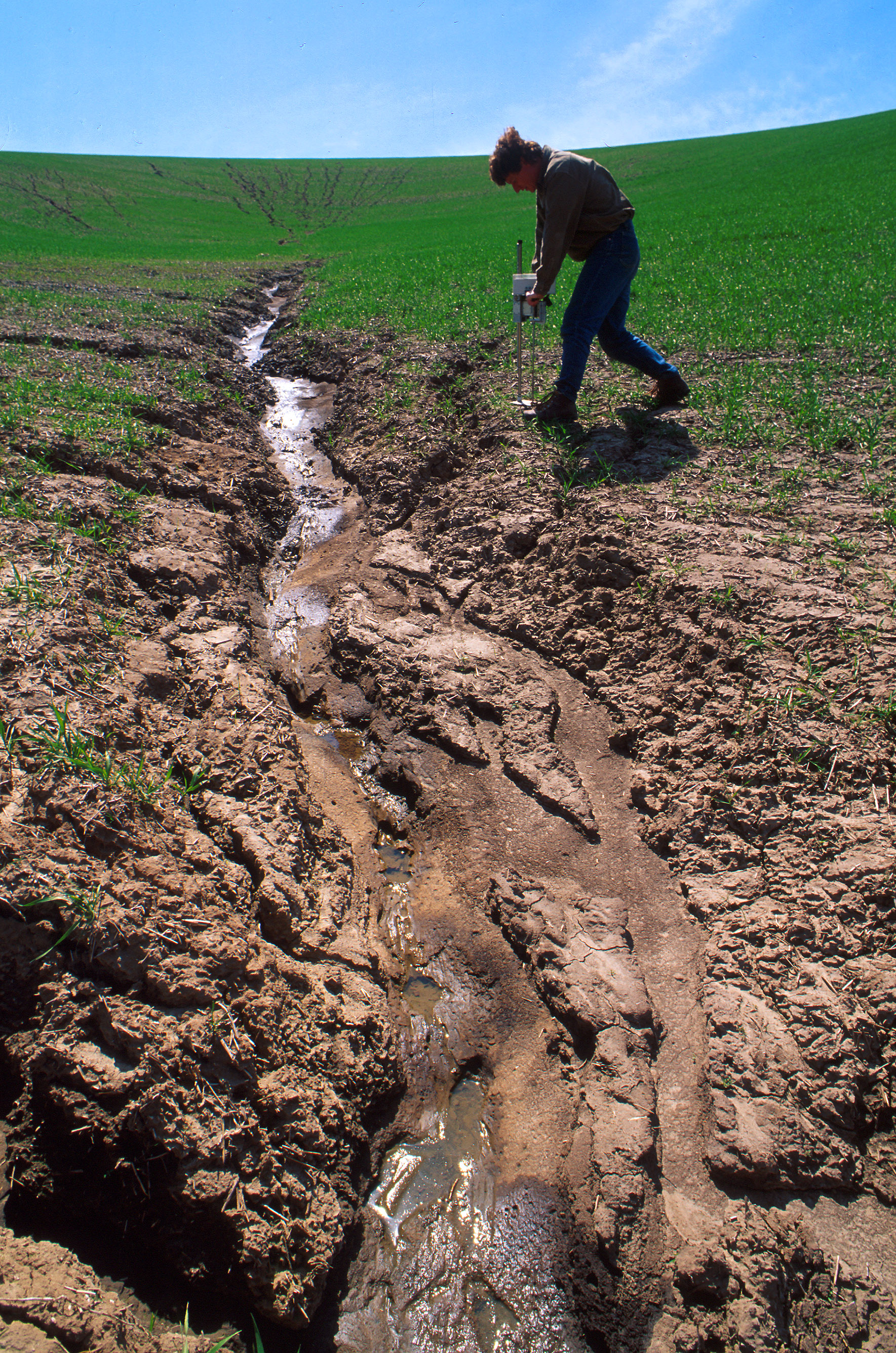
Starke Bodenerosion auf einem Feld in Washington

Durch vielfältige anthropogene Eingriffe wird die eigenständige Entwicklung der Böden unterbrochen oder verändert. Eingriffe in den Bewuchs, den Bodenwasserhaushalt und die Bodengefüge können vielerorts nachvollzogen werden. Die natürliche Vegetation wurde in weiten Flächen entfernt oder degradiert. Vor allem Braunerden und Schwarzerden bieten ein hohes Ertragspotenzial und wurden meist in agrarisch genutzte Flächen umgewandelt. Die Böden werden intensiv bebaut und regelmäßig gepflügt. Die podsoligen Böden im Südosten der USA haben wechselndes Ertragspotenzial und bedürfen daher eines intensiven Düngereintrags. Die Halbwüstenböden hingegen weisen einen hohen Gehalt an pflanzenverfügbaren Nährstoffen vor, doch ist für Einbringung guter Erträge künstliche Bewässerung vonnöten, welche aber die Gefahr der Bodenversalzung birgt. Zudem haben jahrzehntelange Meliorationsmaßnahmen zu einer Auslaugung der Böden geführt. Bis heute sind in den USA der Verlust der Biodiversität im Boden sowie Bodenverdichtung und Bodenversiegelung für Infrastruktur, Wirtschafts- und Wohngebäude große Probleme.
Wenn die Vegetationsdecke fehlt, steigt das Ausmaß der Bodenerosion rapide an. Zum einen können scharfe Winde am Oberboden große Deflationsschäden verursachen. So erhielten in den 1930er Jahren die nördlichen Plains den Namen „Staubschüssel“ (Dust Bowl), weil verheerende Staubstürme infolge schwerer Dürren ganze Ernten vernichteten. Zum anderen steigt auch die Erosion durch Wasser, bei Starkregenereignissen sind ganze Äcker von Hangdenudation betroffen. Infolge von Landwirtschaft und Bodenverdichtung können Erosionsrinnen, so genannte Gullys, entstehen, da Regenwasser zunehmend oberflächlich abfließt und erosiv wirkt. Wird dieser Ausspülung nicht entgegengewirkt, können in extremen Fällen Badlands entstehen. Daher wurden in den letzten Jahrzehnten vor allem in der Landwirtschaft Gegenmaßnahmen ergriffen, die die Bodenerosion verhindern oder zumindest vermindern sollen. So werden Windschutzhecken gepflanzt, Stoppeln als Windbremsen auf den Äckern belassen und Kulturen quer zum Hang bewirtschaftet. Ebenso werden in die Ackerflächen in kleinere streifenartige Felder unterteilt (Strip Farming), sodass Frucht tragende dichter neben brach liegenden Äckern (mit Boden haltenden Pflanzen) liegen.

## Bilder

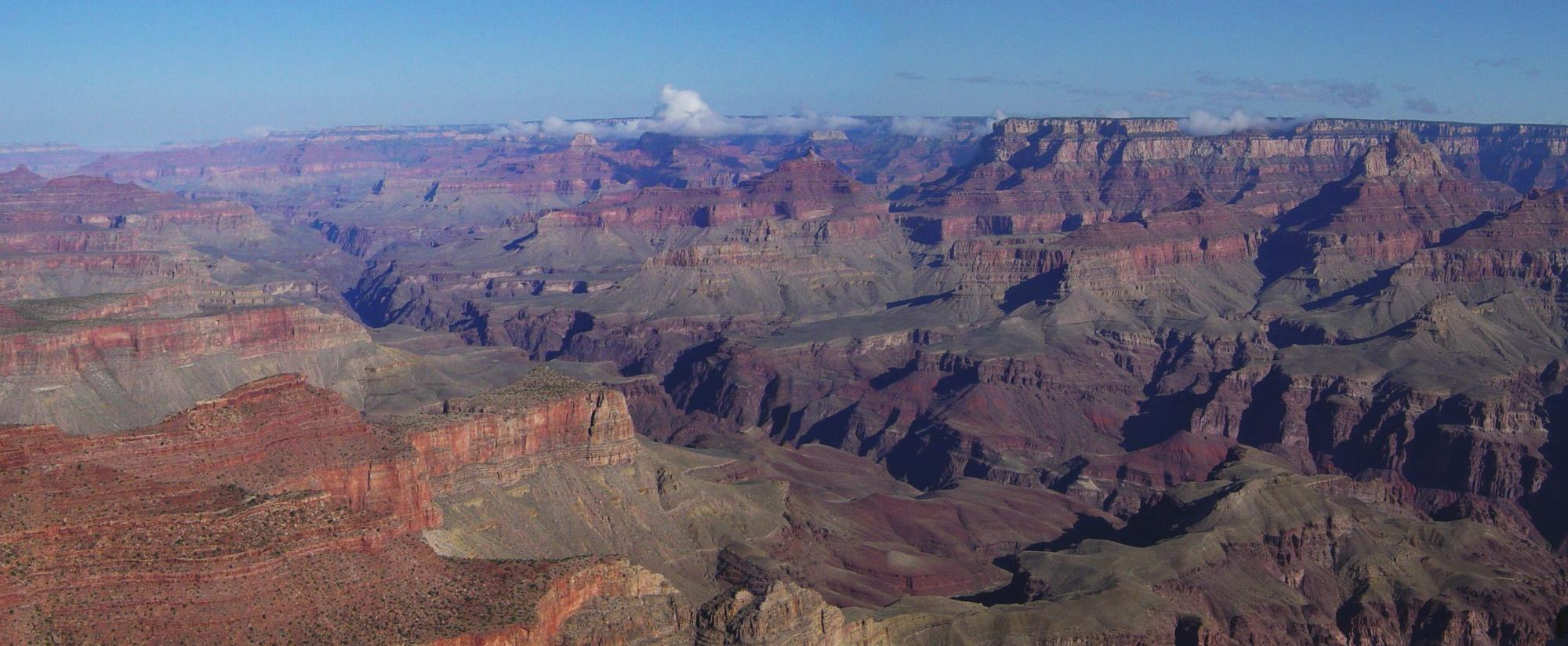
Der Grand Canyon von Moran Point
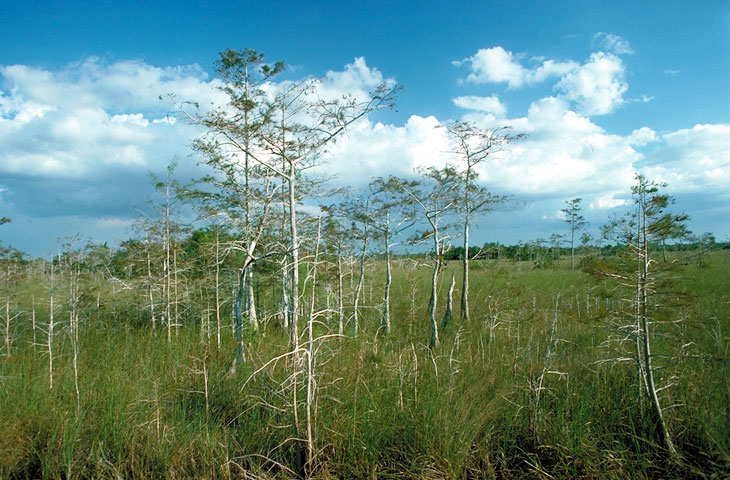
Die Everglades in Florida
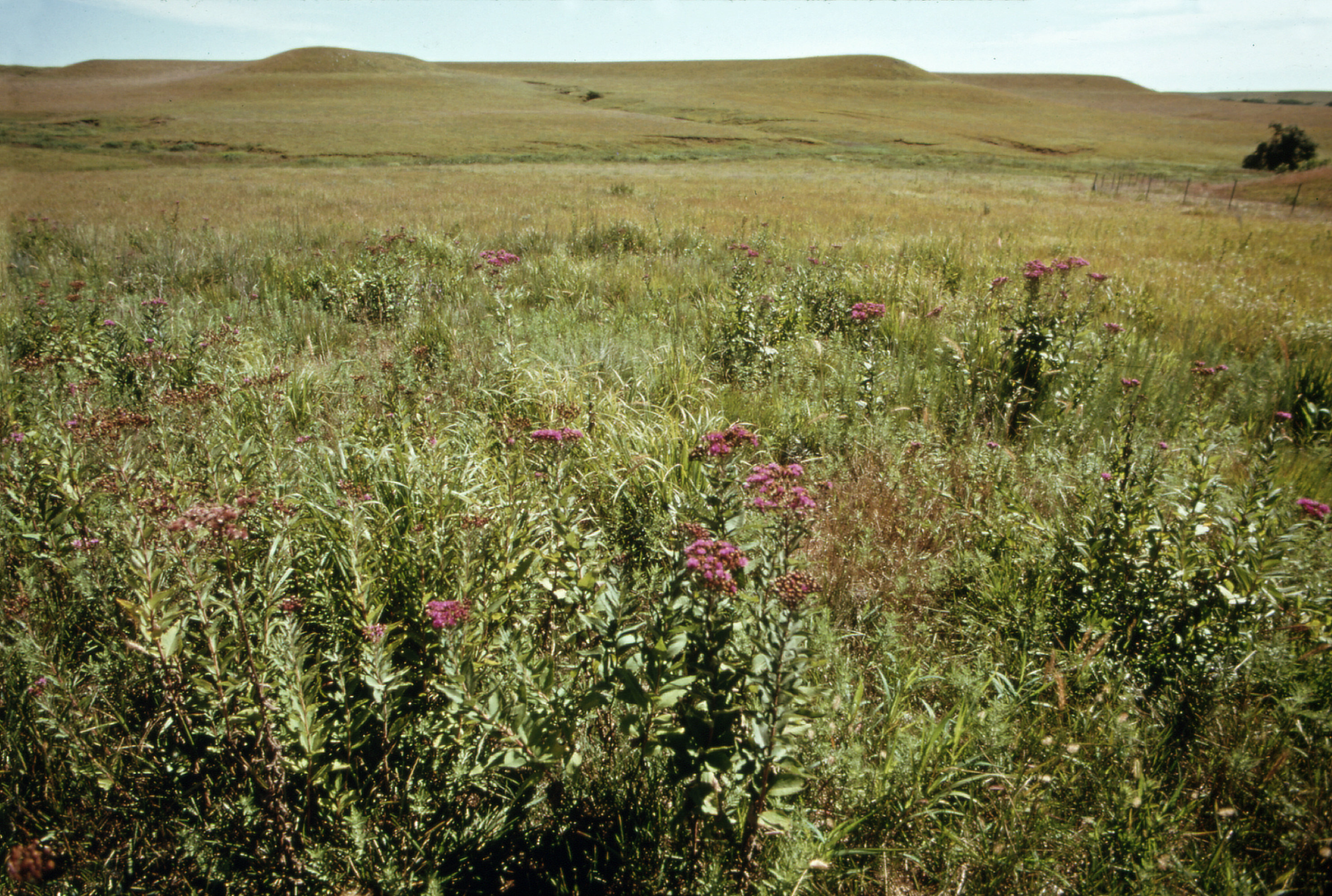
Prärie-Landschaft in Kansas
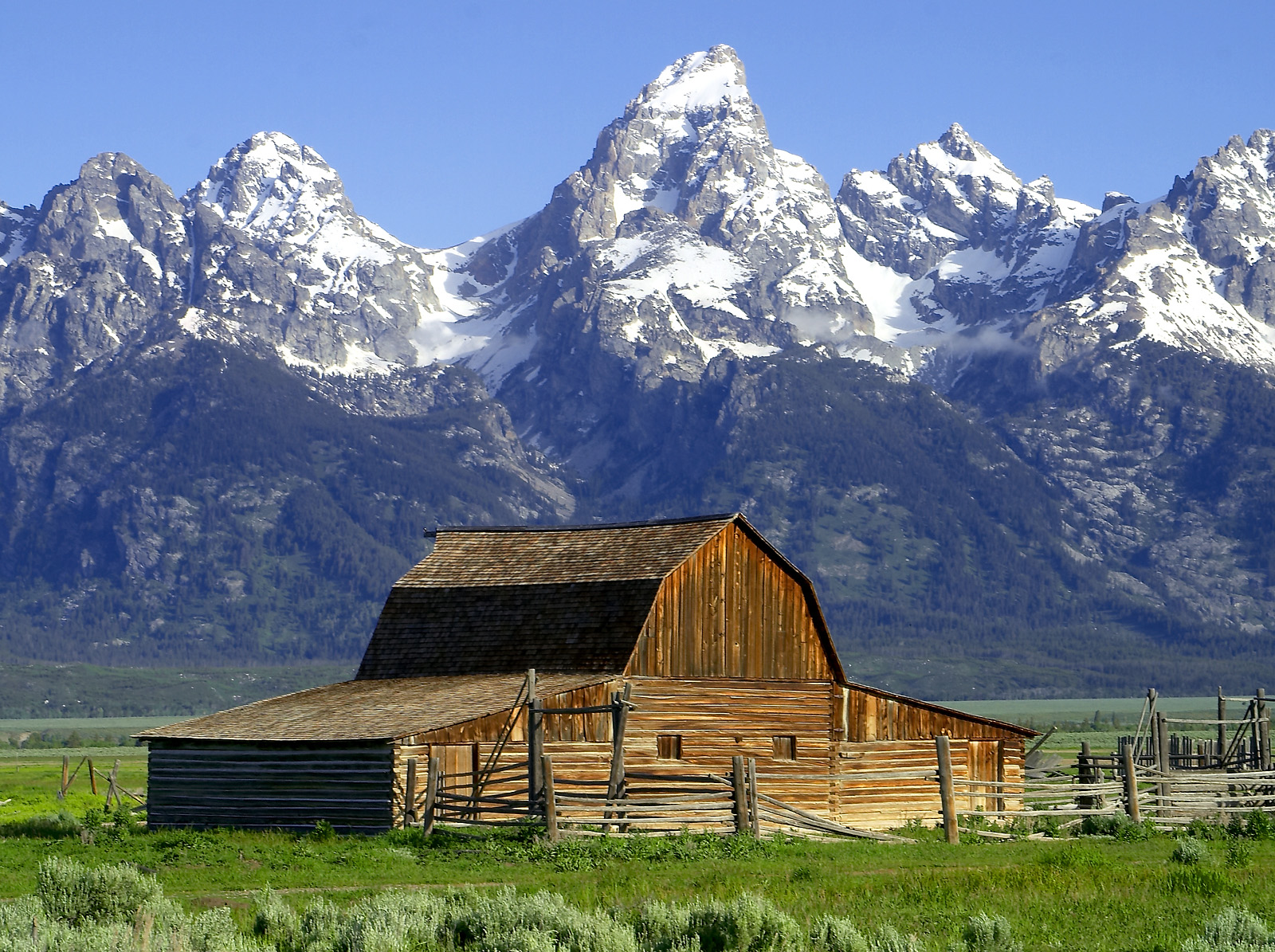
Die Teton Range in Wyoming
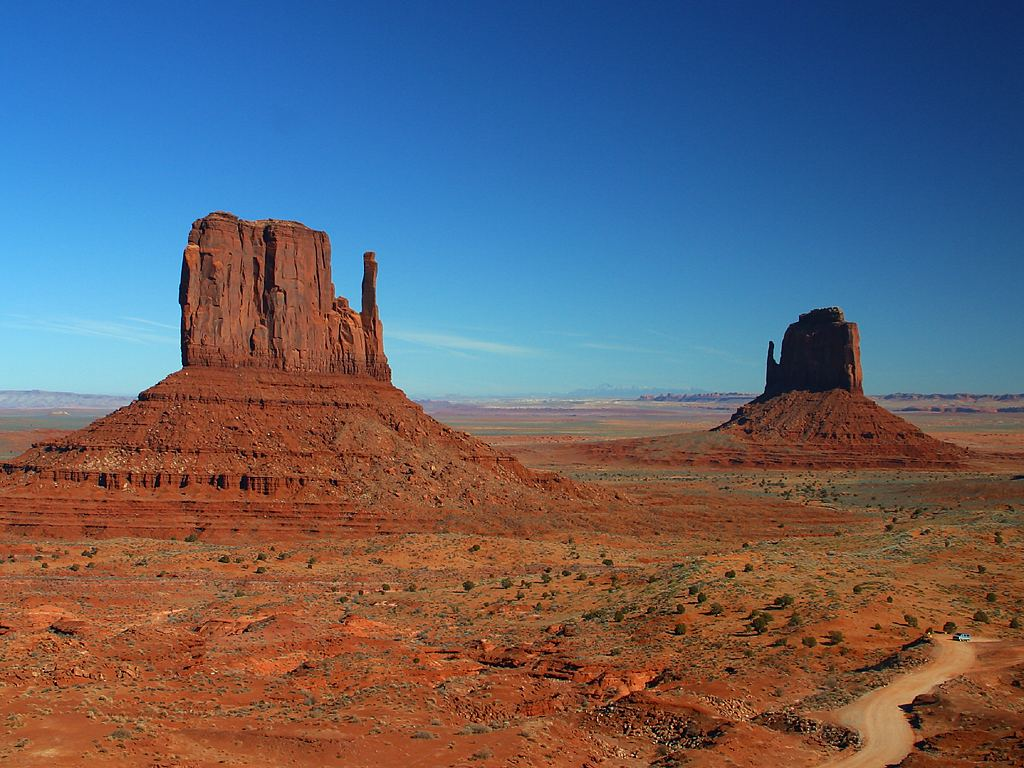
Das Monument Valley in Utah
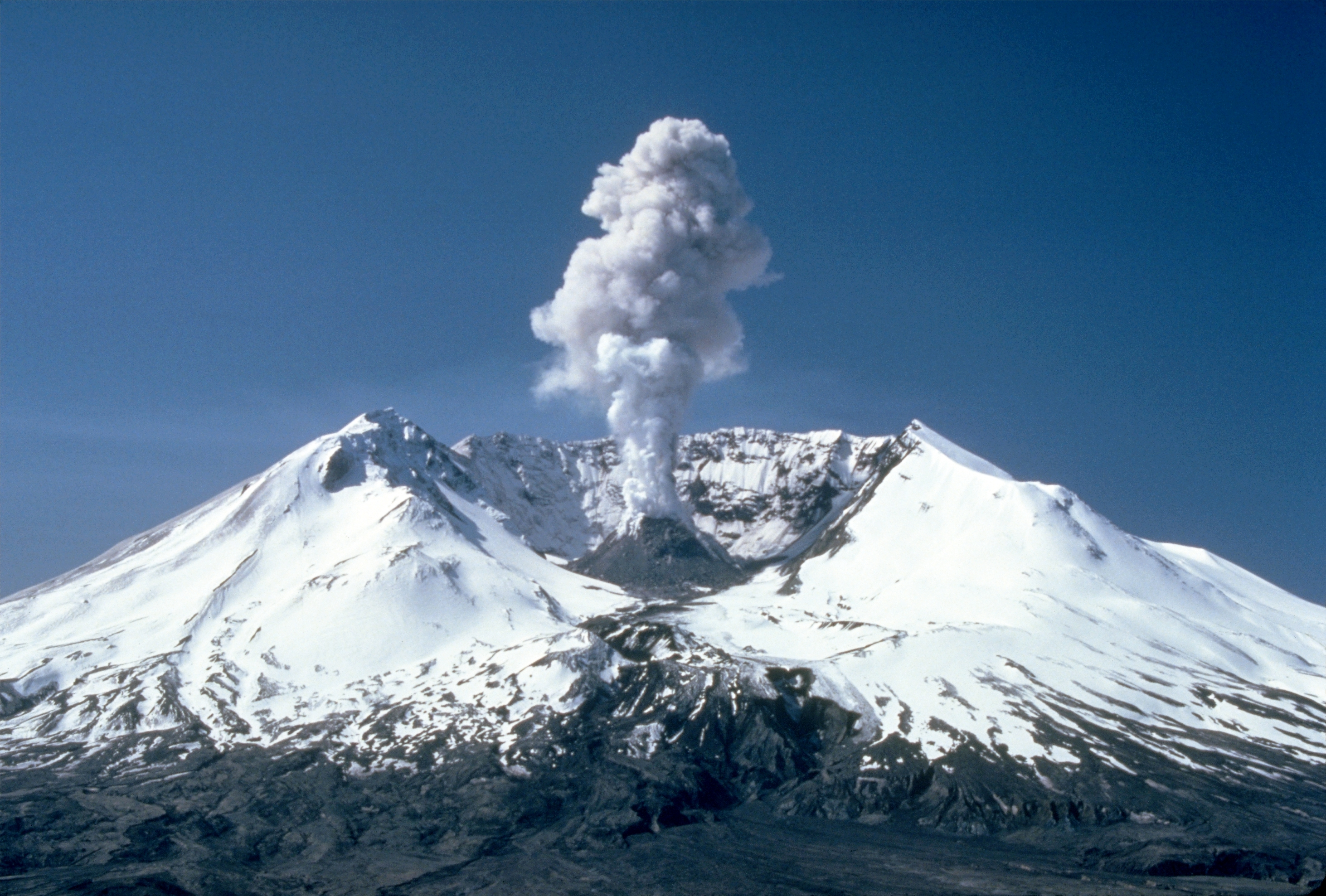
Mount St. Helens in Washington
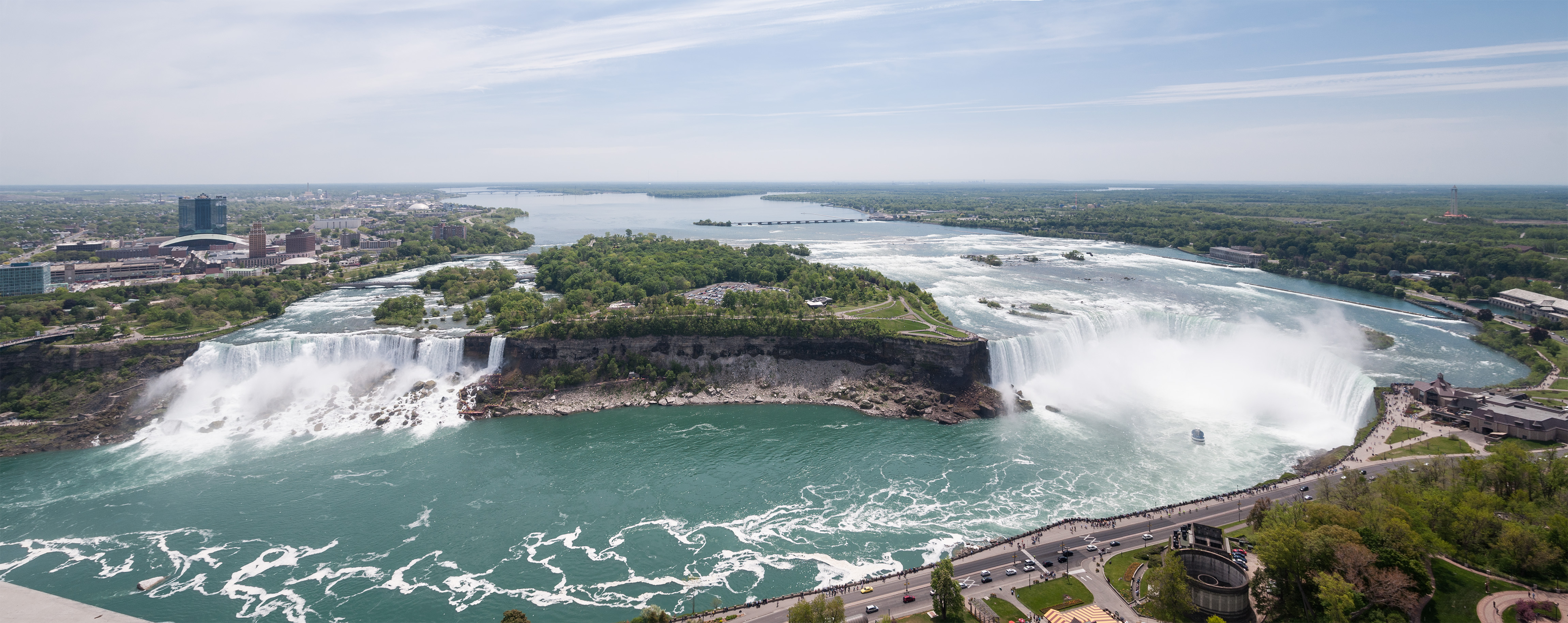
Niagarafälle vom Skylon Tower gesehen
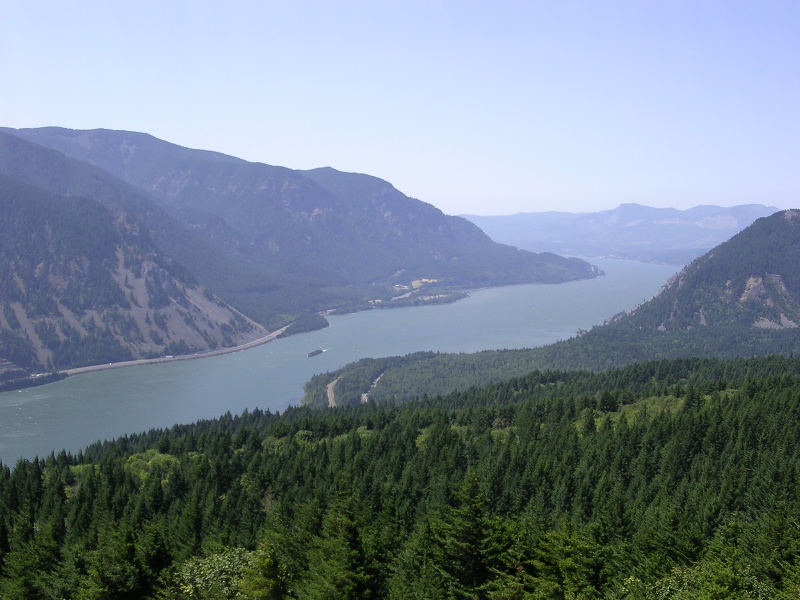
Columbia River (in Oregon)